# Japansk konst

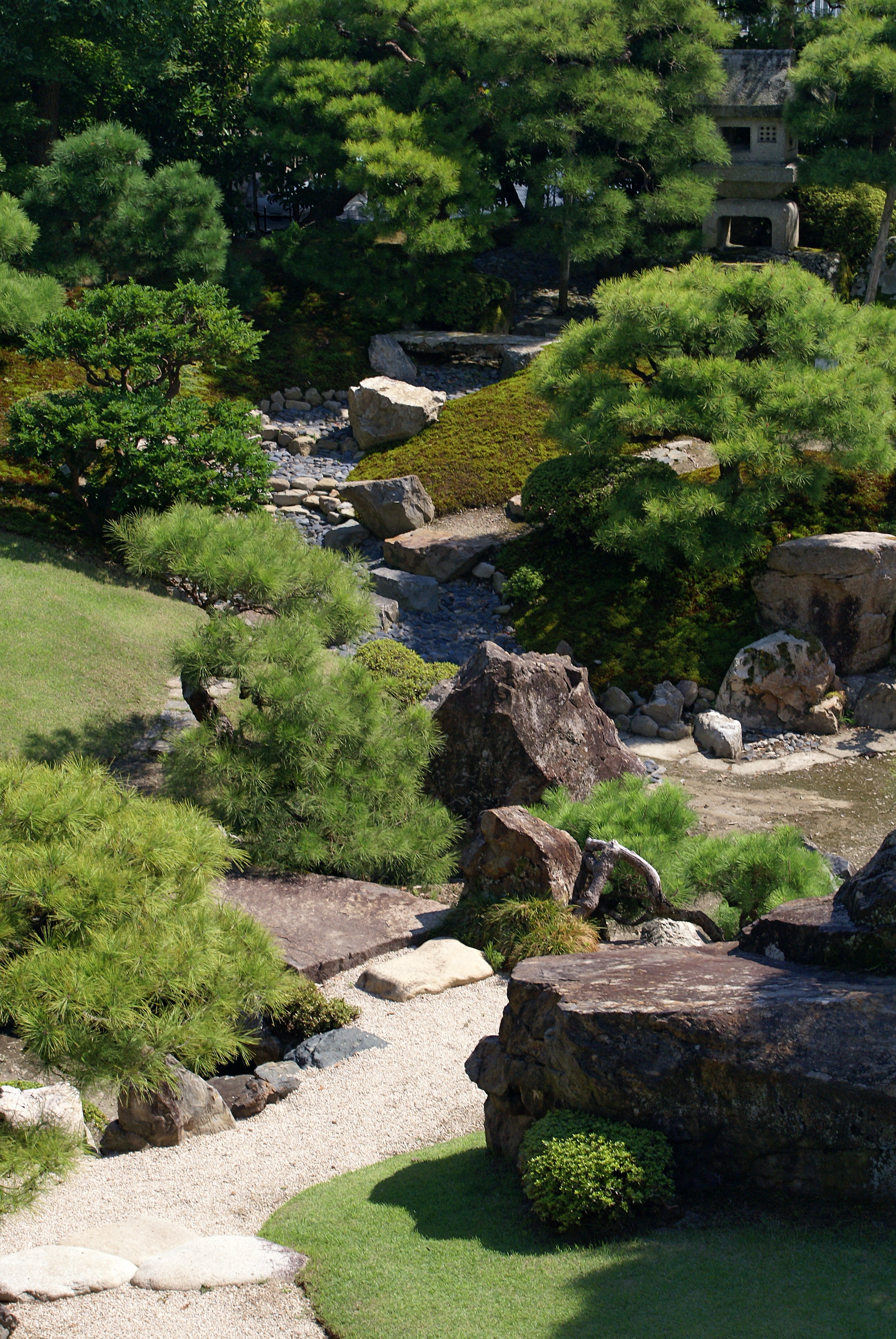
Japansk trädgård (Keiunkan, Nagahama, Shiga prefektur, Byggnadsår 1912

Den japanska konsten kännetecknas av en syntes mellan till synes oförenliga motpoler. I mer än tvåtusen år har konsten i Japan genomgått faser av mycket starkt kulturellt inflytande utifrån, följt av långa perioder av total isolation. Därmed har man i Japan utvecklat en förmåga att först absorbera och imitera nya främmande idéer, för att sedan assimilera och ge dem ett specifikt japanska uttryck. Liksom man i den förhistoriska keramiken kan se hur ymnighet avlöses av disciplin och förfining, hittar man till synes oförenliga motpoler i två exempel från 1500-talet: Den svindlande kontrasten mellan enkelheten i Katsura Rikyu-palatsets trädgård – obearbetade, naturliga material som "av en slump" uttrycker enorm skönhet – och den stränga symmetrin i mausoleet Toshogu i Nikko överdådigt dekorerad med färgintensiva reliefer. Såväl enkelheten som överdådet i den japanska bildkonsten och arkitekturen har inspirerat västerländska konstnärer och arkitekter och utövat ett starkt inflytande på konsten under 1800-talet och arkitekturen under 1900-talet.
I den traditionella japanska arkitekturen dominerar naturliga och förgängliga material som trä och papper, samtidigt som den traditionella rumsuppfattningen, Ma, skapat en dynamisk växelverkan mellan öppet och slutet, mellan interiör och exteriör.
Måleriet har en stark ställning i den japanska kulturen och utövas av både amatörer och professionella konstnärer. In i modern tid har man skrivit med pensel i Japan, en förtrogenhet med olika penseltekniker som givit tydliga avtryck i den måleriska japanska bildkonsten. 
Skulptur däremot har haft en underordnad roll i Japan; de skulpturer som ändå producerats har i allmänhet associerats med religion och med den traditionella buddhismens tillbakagång har även denna tradition hamnat i skymundan. Ett undantag är de miniatyrskulpturer, netsuke som japanskt konsthantverk producerade i stor mängd under Edoperioden.
Den japanska keramiken hör till den mest sofistikerade i världen och är en av landets äldsta konstformer. Redan i keramikfynden från den tidiga jomonkulturen finns kontrasten mellan den betagande enkelheten och det spektakulära överdådet.

## Förhistorisk tid (före år 552)
Huvudartikel: Förhistorisk japansk konst

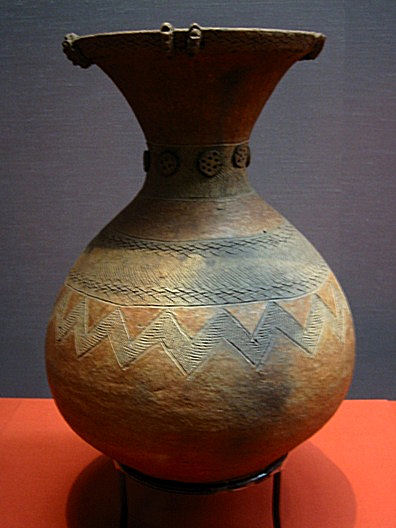
Kruka från Yayoiperioden, ca 100–200 e.Kr., funnen i Kugahara, Otaku, Tokyo, Tokyos nationalmuseum

Den första vågen av bosättare som lämnat sitt avtryck i den japanska konsthistorien är jomonkulturen, som fått sitt namn efter den svulstigt dekorerade snörkeramik de producerade under perioden 11 000–300 f.Kr. – den äldsta kända keramiken över huvud taget. Detta var en anmärkningsvärd bedrift eftersom keramik brukar få markera övergången mellan mesolitiska nomadkulturer och de jordbrukande neolitiska kulturerna, men jomonfolket kan vid denna tid på sin höjd ha varit fast bosatta säsongsvis. Samma repmönster återkommer på de fantastiska och ofta starkt abstraherade figuriner i lera, dogu, som antas använts som talismaner. Sedan Jomonmänniskorna blivit mer bofasta i mitten av perioden levde de i enkla hyddor. Genom jordbruket kunde jomonsamhällena växa till städer med en befolkning på hundratals och till och med tusentals individer. Man har även funnit kristallsmycken från denna period.
Nästa våg av immigranter, yayoikulturen, introducerade koppar, järn, risodling och shintoism i Japan under perioden 350 f.Kr. – 300 e.Kr. Det är under denna period som de första spåren av kulturell påverkan från Kina och Korea gör sig påmind genom introduktionen av flera avancerade teknologier som drejad och bränd keramik, rikt dekorerade metallvaser och ceremoniella objekt samt utvecklingen av ett stratifierat klassamhälle. De många vackra bronsklockor, dotaku, som denna period lämnat efter sig tros ha tjänat som symboler för politiska allianser. 
Den tredje invandringsvågen var kofunkulturen (250–552) och det var under denna period som förändringar av yayoikulturen, som antingen berodde på yttre påverkan eller en inre utveckling, ledde till att olika folkgrupper började ingå politiska allianser och sammansmälte till en nation. 
Kofunperiodens mest markanta bidrag till eftervärlden är de ofta spektakulära ring- eller nyckelhålsformade gravhögarna som givit perioden dess namn. Den största, uppförd för kejsaren Nintoku, är drygt 400 meter lång och omkring 30 meter hög och omgiven av flera vallgravar. Kring dessa gravhögar placerades små figurativa men mycket gåtfulla keramikskulpturer, haniwa. Även om deras funktion förblir omdiskuterad, ger de en enastående inblick i dessa människors vardag och syn på sig själva. De flesta haniwafigurerna föreställer soldater, vilket antyder de många krig under perioden som återberättas i de svårtydda japanska historiekrönikorna Kojiki och Nihongi från början av 700-talet. Många haniwafigurer föreställer dock bönder, husdjur, byggnader och alla möjliga objekt. I gravhögarna har man också funnit guldsmycken och vackra glas- och keramikkärl.
Gradvis kom de tidigare nedsänkta bostäderna att ersättas av byggnader på en plattform uppburen av pelare, en byggnadsform som förmodligen utvecklades för att skydda spannmålsmagasin från till exempel råttor.

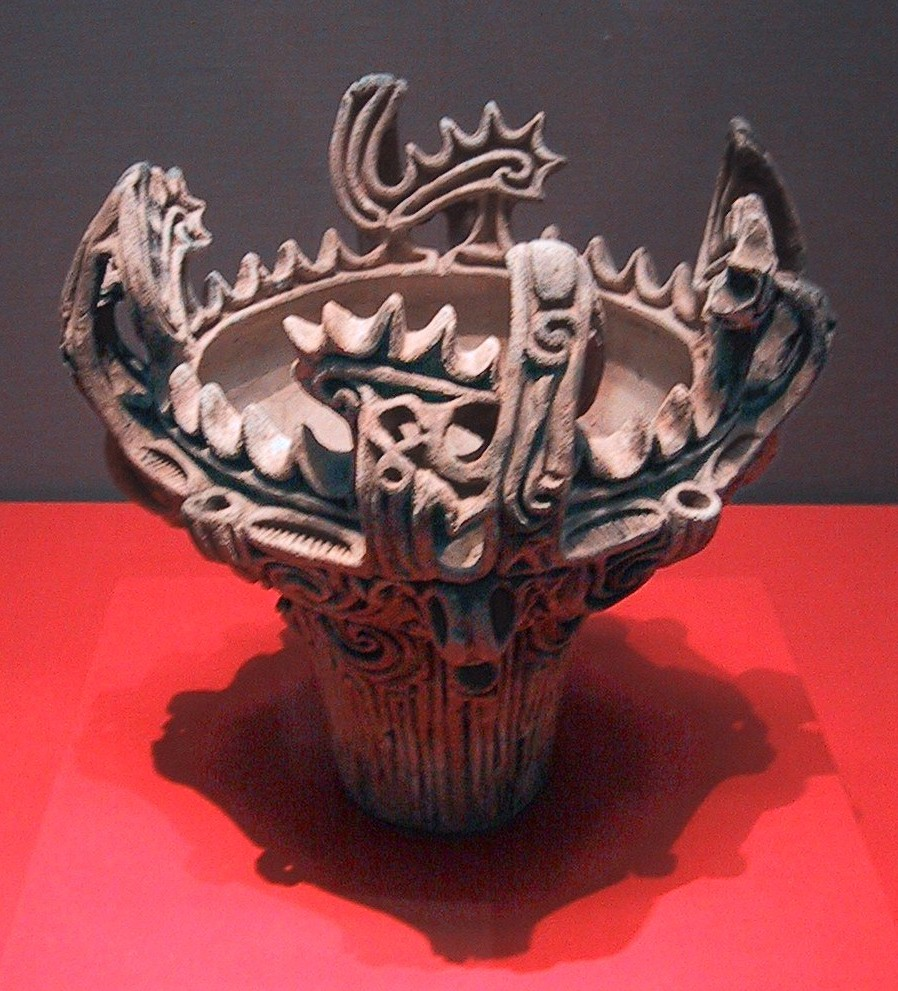
Lerkärl från Jomonkulturen, (3 000–2 000 f.Kr.)
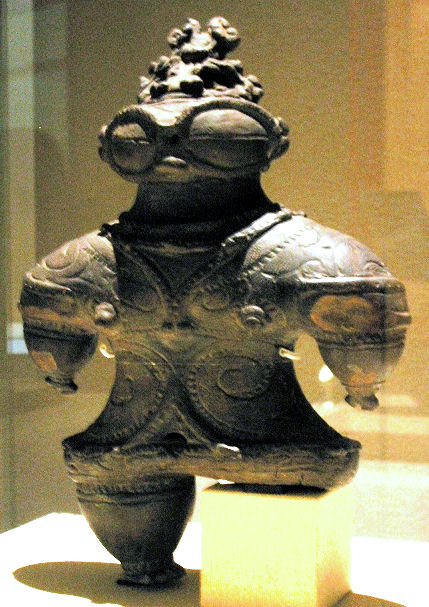
En dogu från jomonperioden, 1 000–400 f.Kr., Tokyos nationalmuseum
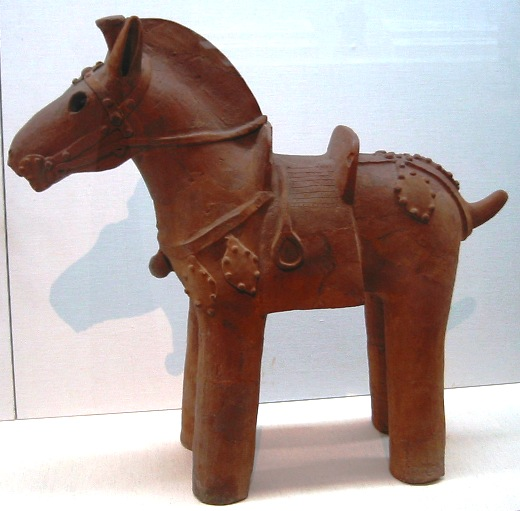
En haniwahäst med sadel och stigbyglar, 500-talet, Tokyos nationalmuseum
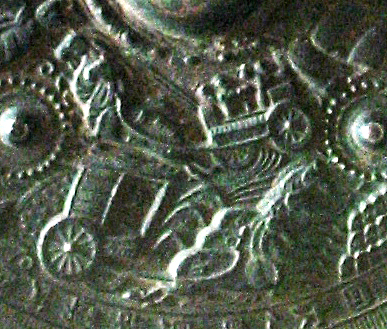
Bronsspegel med motiv av hästvagnar från Konfunperioden, 500-talet, Tokyos nationalmuseum

## Asuka / Nara (552–784)

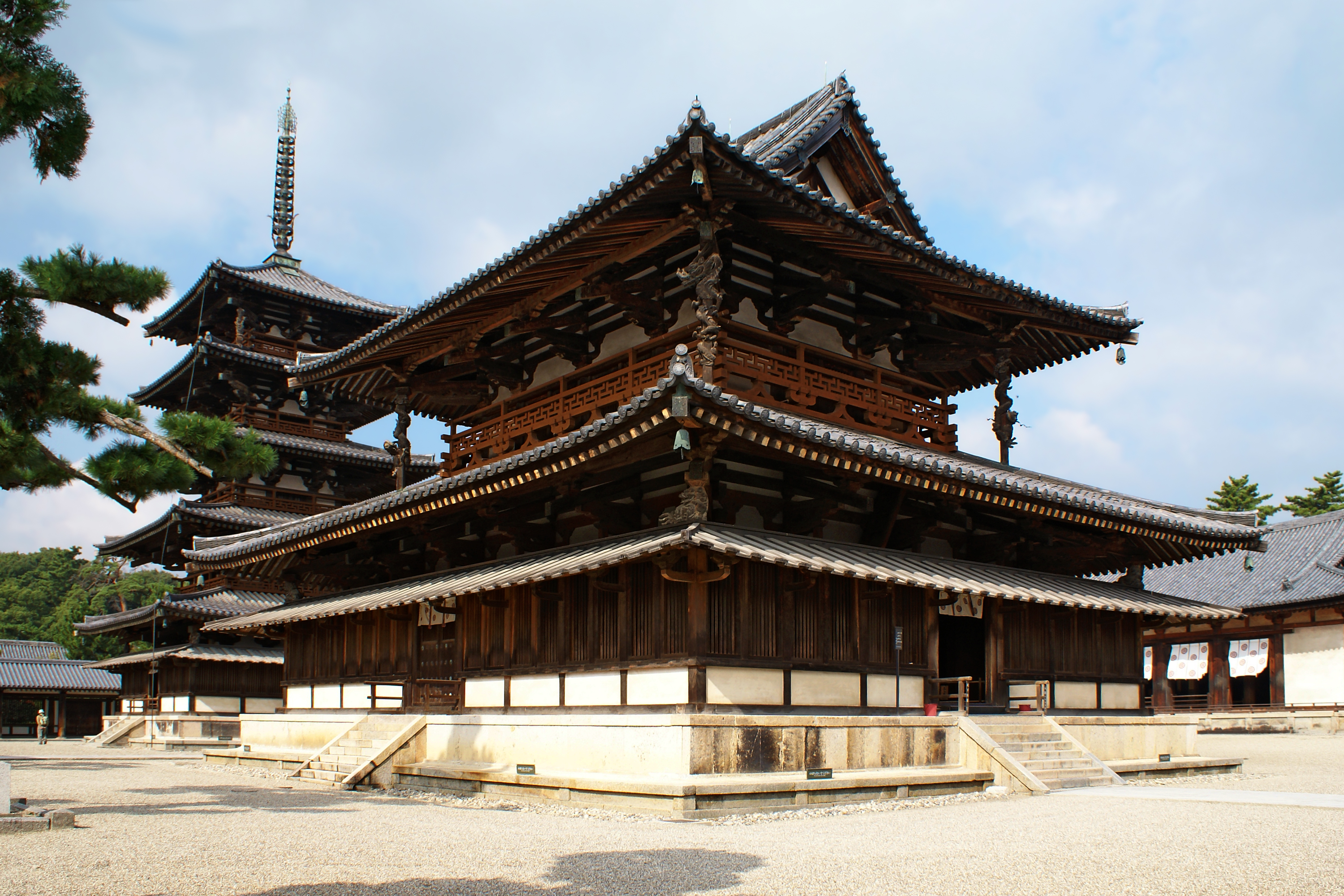
Horyu-ji, Ikaruga, Nara prefektur, 600-talet

Där ett kinesiskt och koreanskt inflytande gjorde sig påmint under yayoiperioden kan konsten från den efterföljande asukaperioden (552–710), som fått sitt namn eftersom den japanska huvudstaden flyttades till Asukadalen, vara svår att skilja från den samtida kontinentala konsten. Det är omdiskuterat vilka årtal som bör tjäna som gränser under perioden mellan 552, då buddhismen officiellt introducerades i Japan, och 784, då huvudstaden flyttades från Nara. En vanlig uppdelning är Suikoperioden (552–645), Hakuhoperioden (645–710) och Tenpyoperioden eller Naraperioden (710–784).
Shinto, den inhemska och urgamla japanska religionen, byggde på dyrkan och vördnaden av många mindre gudomligheter, kami och för denna utövning hade man vid denna tid nöjt sig med att betrakta vissa platser som heliga och där möjligen uppföra mindre helgedomar. Då buddhismen introducerades i Japan kom man i kontakt med den kinesiska tempeltraditionen som man inledningsvis överförde till shintokulten. De första shintotemplen, med Amaterasus helgedom i Ise som det mest kända exemplet (än idag shintos viktigaste helgedom),  utgick från de japanska bostadshusen. Till skillnad från de kinesiska templen integrerade man omsorgsfullt den centrala helgedomen, honden, med sina omgivande byggnader för reningsritualer i den kringliggande naturen. Detta återspeglar shintos lära om skönheten i harmonin mellan gudarna i naturen och människans rena själ.
Buddhismens ankomst innebar att kontakterna med Korea och Kina ökade och med dessa kontakter kom ett system för att konvertera idéer och ljud till skrift, historiekrönikor, statsteori och effektiv byråkrati och, av stor betydelse för konsten, ny byggteknik, mer avancerad bronsgjutning och nya medier och genrer inom måleriet. Viktigast under 600- och 700-talen var dock att buddhismen slog rot i det japanska samhället. 
Det första buddhistiska templet, Shitennoji i Nara, uppfördes först i slutet av 500-talet och var en direkt efterapning av de koreanska förebilderna med en central pagod omgiven av tre lägre byggnader, kondo, omslutna av en övertäckt gång. Likaså utgick de första skulpturerna av buddhan från kinesiska och koreanska förlagor.
Det äldsta kvarvarande buddhisttemplet i Japan är Hōryū ji sydväst om Nara vars äldsta delar härstammar från början av 600-talet. Detta kronprins Shotokus privata tempel bestod av 41 separata byggnader av vilka de viktigaste är "Gyllene salen", en tvåvåningsbyggnad med keramiska tegelpannor på taket, irimoya, och Goju-no-to, den fem våningar höga pagod som står i mitten av huvudgården omgiven av täckta pelargångar. De viktigaste skulpturerna från denna period finns på en rektangulär plattform i den centrala helgedomen: I mitten står Shakatreenigheten, den historiske Buddha flankerad av två bodhisattvor, en bronsskulptur av skulptören Tori Busshi från början av 600-talet dedicerad till Prins Shotoku. I plattformens fyra hörn står träskulpturer föreställande fyra skyddsgudar från omkring 650. I tempelkomplexet finns också Tamamushihelgedomen, en trämodell av en kondo på en hög bas med figurativa målningar utförda i lack blandat med mineralpigment. 
Under 700-talet blev todaijitemplet i Nara centrum i ett provinsiellt tempelsystem. Todaiji var periodens mest ambitiösa byggprojekt och kan betraktas som ett monument över den statssubventionerade spridningen av buddhismen i Japan. I dess huvudbyggnad, daibutsuden, förmodligen än idag världens största träbyggnad, sitter Nara daibutsu, en 16 meter hög Buddhastaty i brons. Statyn färdigställdes 752 men endast några mindre fragment återstår från detta original. Dagens byggnad och staty är rekonstruktioner från Edoperioden.
Vid Hōryūtemplets ingång står två Nio, de två gudakungar (Kongo Rishiki) som beskyddade templet. Misshaku, med öppen mun, uttalar "Ah", det första ledet i den heliga stavelsen Aum och början på universum, Naraen uttalar "Um", stavelsens andra led och slutet på universum. 

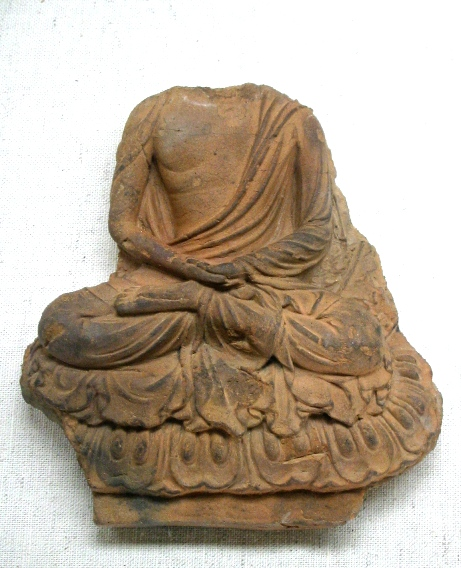
Sittande Buddha, Nara Asukaperioden, 600-talet.
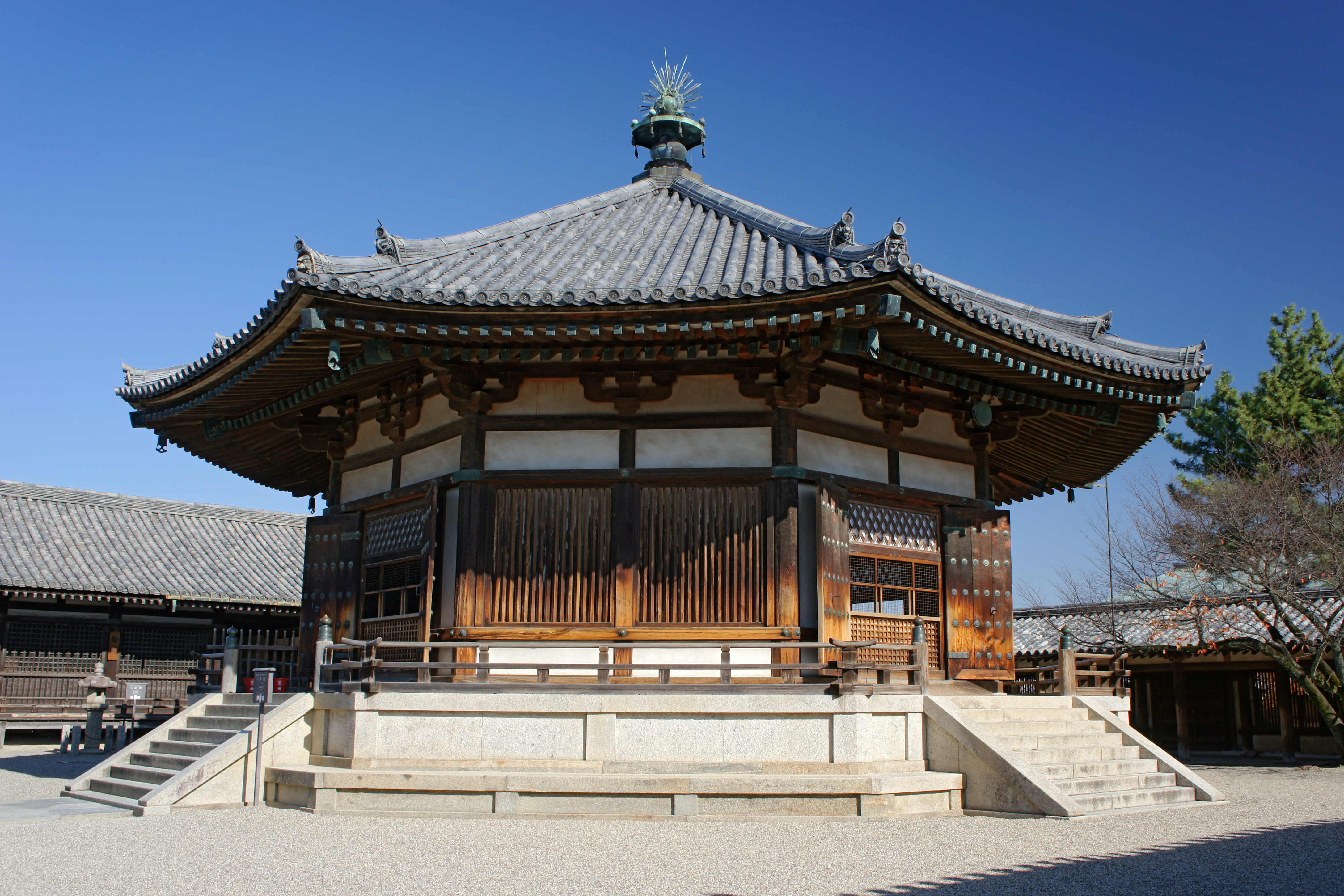
Yumedono, prins Shotokus oktogonala hall i Hōryū ji, 600-talet.
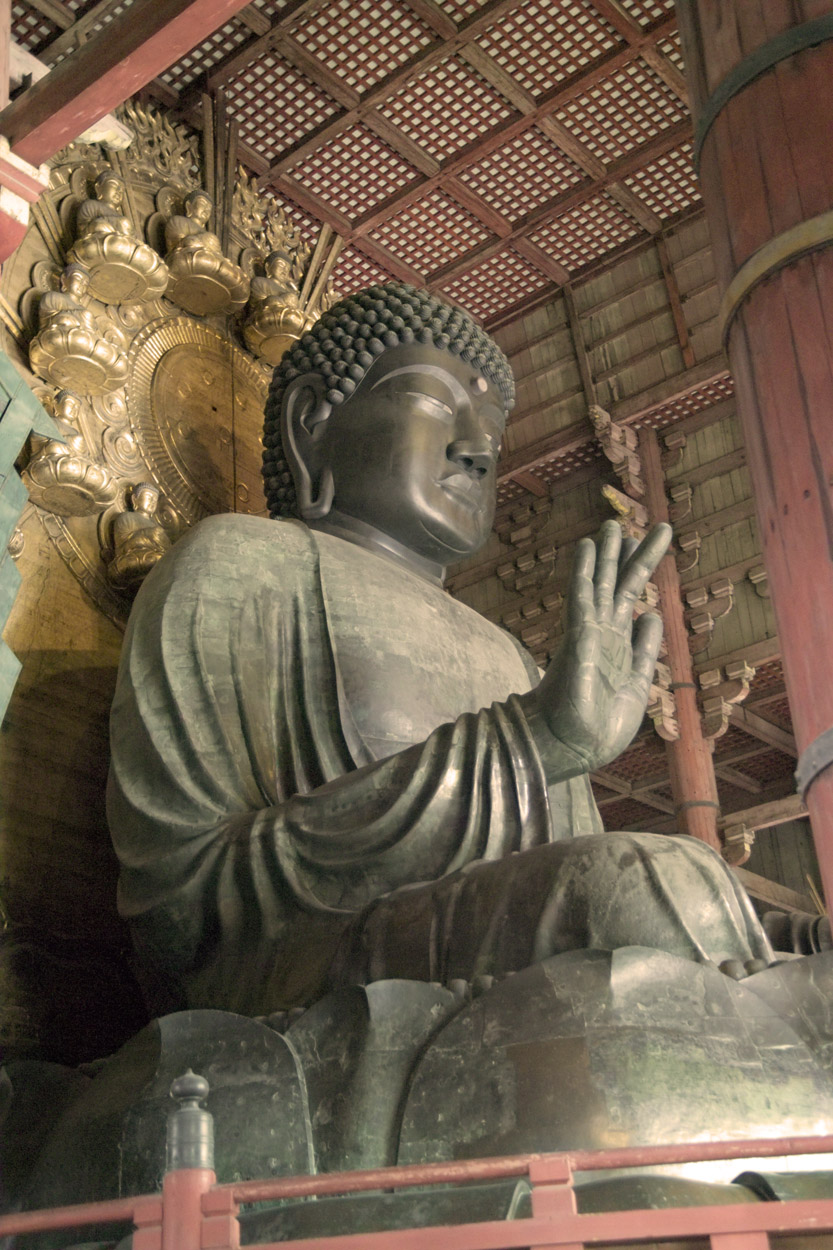
Nara daibutsu i Todajitemplet, ursprungligen uppförd 752.
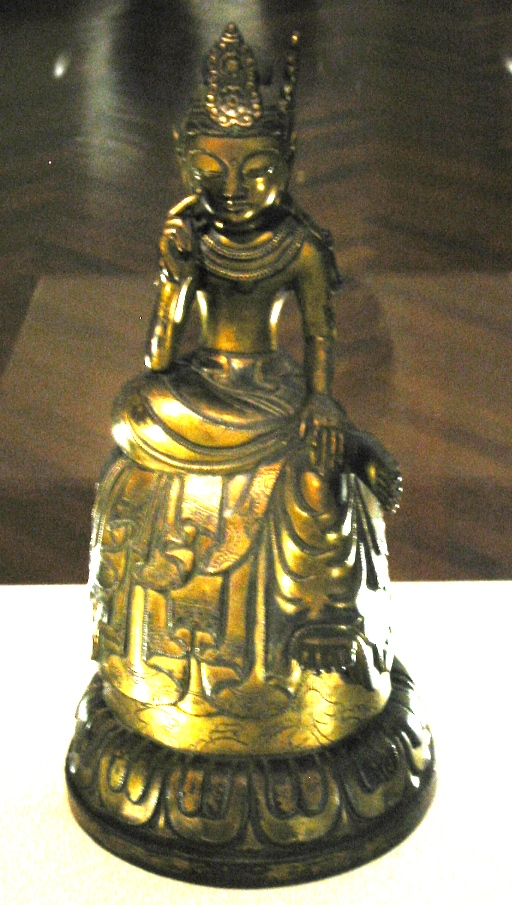
Bodhisattva från Asukaperioden, 600-talet.

## Heian (795–1185)
794 flyttades officiellt Japans huvudstad till Heian-kyo (dagens Kyoto, Japans huvudstad fram till 1868). Heinanperioden sträcker sig fram till inbördeskriget 1185 och brukar delas upp i en tidig och en sen period som inleddes 894 och kallas Fuijwaraperioden efter den mest inflytelserika familjen under perioden.
Heian räknas till den japanska kulturens gyllene guldålder. Det var först under heinanperioden som den japanska bildkonsten började utveckla sin egen särart. Två distinkta genrer uppstod. Först yamato-e, "japanskt måleri", där vardagliga scener och japanska motiv avbildades och därefter den mer prestigefulla kara-e, "kinesiskt måleri", som egentligen utgjorde den importerade bildtraditionen. Kvinnorna vid hovet var viktiga kulturmecenater, och vid sidan av deras inflytande på litteraturen favoriserade de en egen form av bilder, vilket ledde till att det ur det "japanska måleriet" växte fram två separata bildtraditioner. otoko-e, "manligt måleri", som behandlade det offentliga livet och inte sällan krig, och onna-e, "kvinnligt måleri", en mer narrativ typ av bild som behandlade livet vid hovet och scener i litteraturen. Otoko-e använde sig av kraftiga kalligrafiska konturlinjer och tunna färglavyrer. I en onna-e är konturlinjerna istället tunna och ytorna mellan dem opaka och färgintensiva (tsukuri-e). Mest innovativt var onna-e:s genomskurna interiörer (fukinuki yatai) med sitt karaktäristiska parallellperspektiv, där man helt enkelt lyft bort taket på byggnaden för att kunna berätta vad som händer inuti dem.

### Tidig Heian
Prästen Kukai gjorde en resa till Kina för att studera Shingonbuddhismen och introducerade den i Japan 806 genom vilket mandaladiagrammen starkt kom att påverka formgivningen av templen tillsammans med stupan i dess kinesiska form. De nya templen byggdes dessutom uppe bland bergen, långt från hovet och händelserna i huvudstaden. Deras isolerade läge gjorde att man blev tvungen till nytänkande vilket ledde till nya konstruktionstyper och användandet av inhemska material; cypressträ fick ersätta tegelpannorna, man la trägolv istället för det traditionella jordgolvet och dessutom uppförde man separata bönerum för lekmän framför helgedomen.
Det tempel som bäst återspeglar den tidiga Heianperioden är Muroji från början av 800-talet som uppfördes i en cypresskog på ett berg söder om Nara. Den sittande Shakamuni Buddha, en träskulptur i en separat byggnad, är typisk för den tidiga Heianskulpturen: En tung kropp insvept i en klädnad med tjocka, vågliknande veck och ett inåtvänt ansiktsuttryck.

### Fujiwara

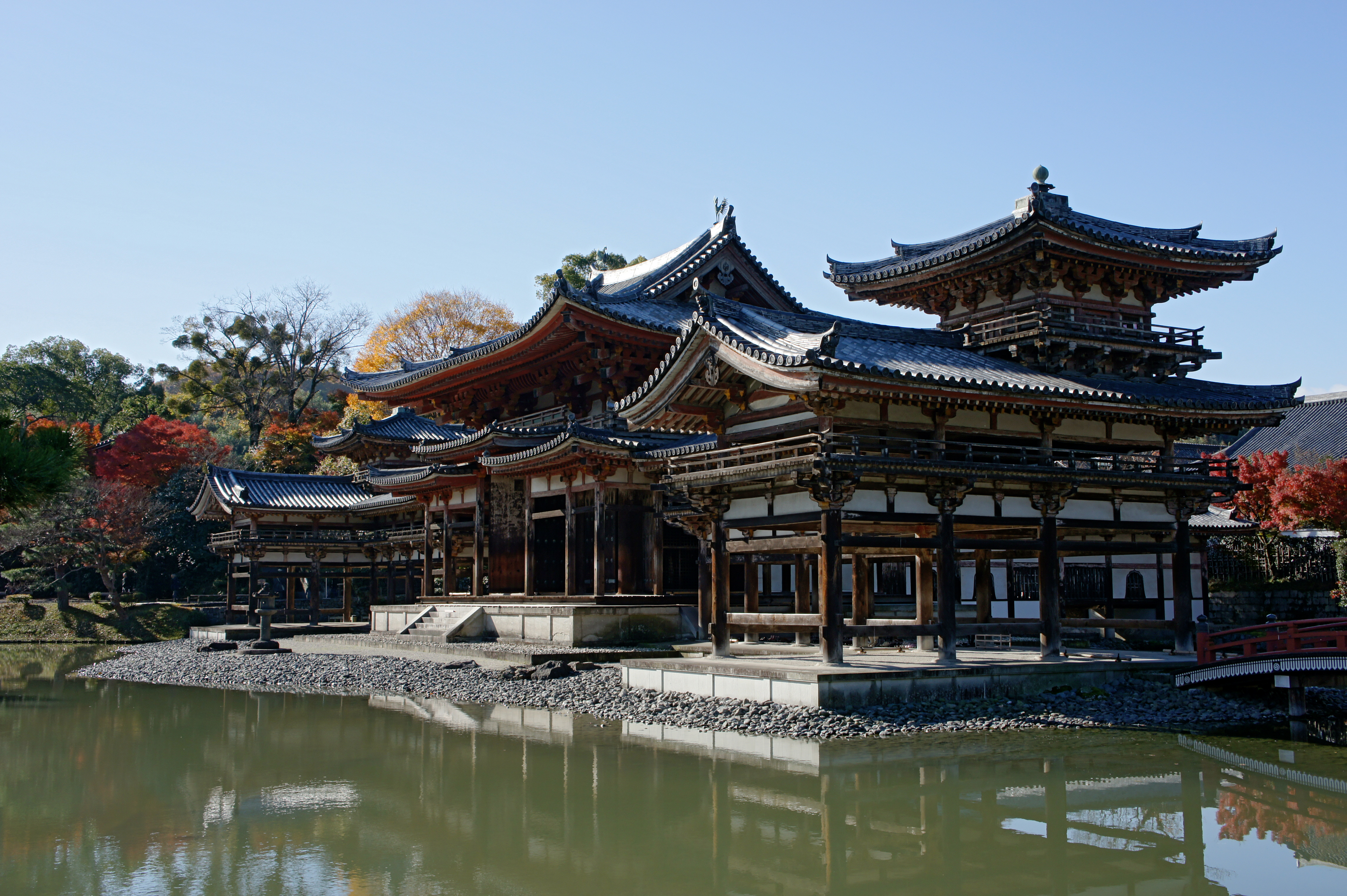
Byodoin, sydost om Kyoto, färdig 1053

Under Fujiwaraperioden blev jodo shinshu-buddhismen med sin enkla väg till frälsning populär och aristokratin i Kyoto utvecklade ett samhälle som var så fullständigt upptaget av sina eleganta estetiska ideal att de knappt kunde föreställa sig att paradiset kunde te sig annorlunda. Amida, det västra paradisets buddha, tillägnades en sal i Byodointemplet där gudomen residerar i en omgivning som på alla vis liknade aristokratins egen verklighet. Denna Amidasal är typiskt för hela Fuijwaraperioden. Den finns i en central, rektangulär byggnad flankerad av två L-formade flyglar vid kanten av en stor, artificiell sjö. På ett stort podium i salen sitter en förgylld Amidaskulptur på ett lotusliknande moln. På väggarna runtomkring sitter reliefer av hans himmelska beundrarskara, också de på moln. Skulpturerna utfördes av Jocho omkring 1053 som använde sig av nya proportionsregler och samtidigt utvecklade Yosegitekniken. Den innebar att skulpturerna byggdes upp av separata, urgröpta delar vilket gjorde det möjligt både att göra skulpturerna större och, eftersom delarna kunde bearbetas i separata verkstäder, att skulpturerna lätt kunde mångfaldigas. I det nu förlorade Hojojitemplet lär inte än mindre 200 skulpturer ha utförts på mycket kort tid, flera av dem över nio meter höga.
Under heianperioden genomgick buddhismen i Japan betydande förändringar, av vilka introduktionen av mahayanabuddhismen var den viktigaste. Denna gren av buddhismen förkunnade läran om en buddha kallad Amitabha på sanskrit och Amida på japanska. Rena land-buddhismen blev mycket populär vid heianhovet som förfördes av raigo, löftet om att de troendes död skulle följas av Amidas färd från "det rena landet" (Sukhavati) ned till jorden på ett purpurfärgat moln åtföljd av ett antal bodhisattvor (i synnerhet Kannon och Mahasthamaprapta), blommor och musik. Raigo blev ett populärt motiv i hovkonsten som producerade mängder av små skulpturer av Amidatriaden och yamato-e-målningar där bodhisattvorna färdas över japanska landskapsscener. 
I slutet av Heianperioden blev den horisontella, illustrerade narrativa bokrullen, emaki, populär. Den illustrerade handskriften från omkring 1130 som återgav Berättelsen om Genji är en av det japanska måleriets höjdpunkter. Murasaki Shikibus roman berättar om prinsen Genjis liv och kärleksaffärer och om hovlivet efter hans död. Konstnären som illustrerade berättelsen utvecklade en serie bildkonventioner som visualiserade varje scens emotionella innehåll. Under seklets andra hälft utvecklades en annorlunda, mer aktionfylld stil som berättade sin historier genom en serie av bilder. I till exempel Ban Dainagon Ekotoba, som berättar historien om en intrig vid hovet, ligger tonvikten vid figurer i rörelse, målade med snabba penseldrag och tunna färgskikt.

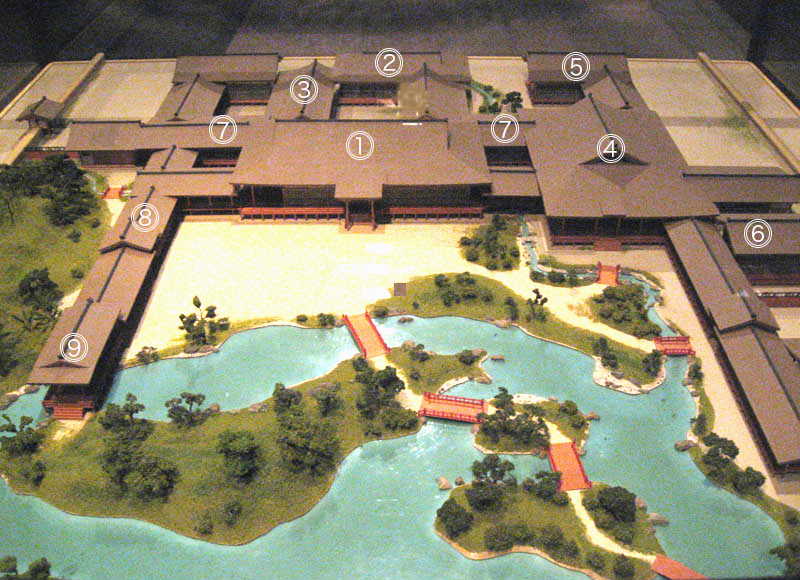
Fujiwara Palace (Higashisanjo-Dono) miniprodukter hus
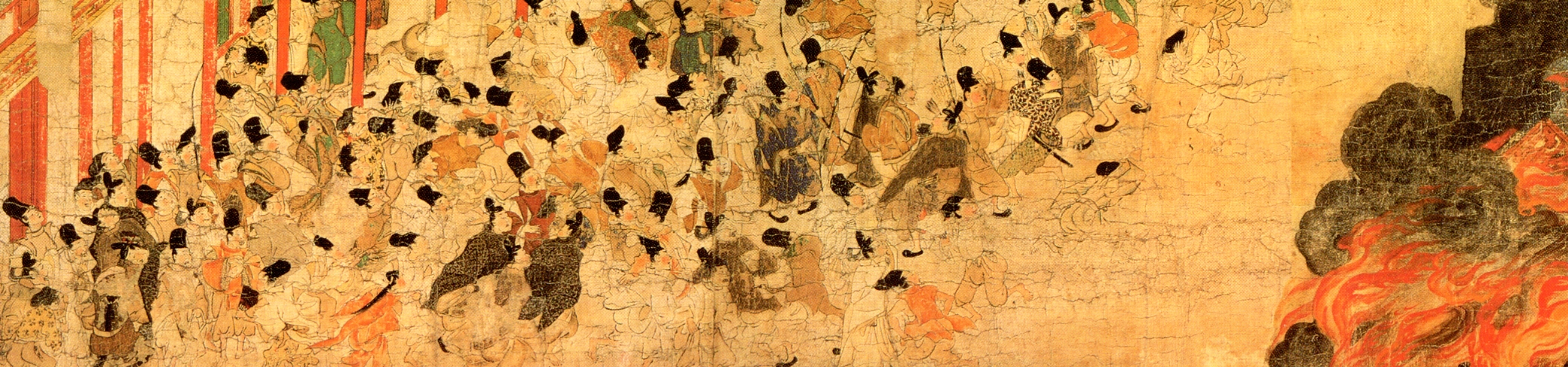
Ban Dainagon Ekotoba (emaki)
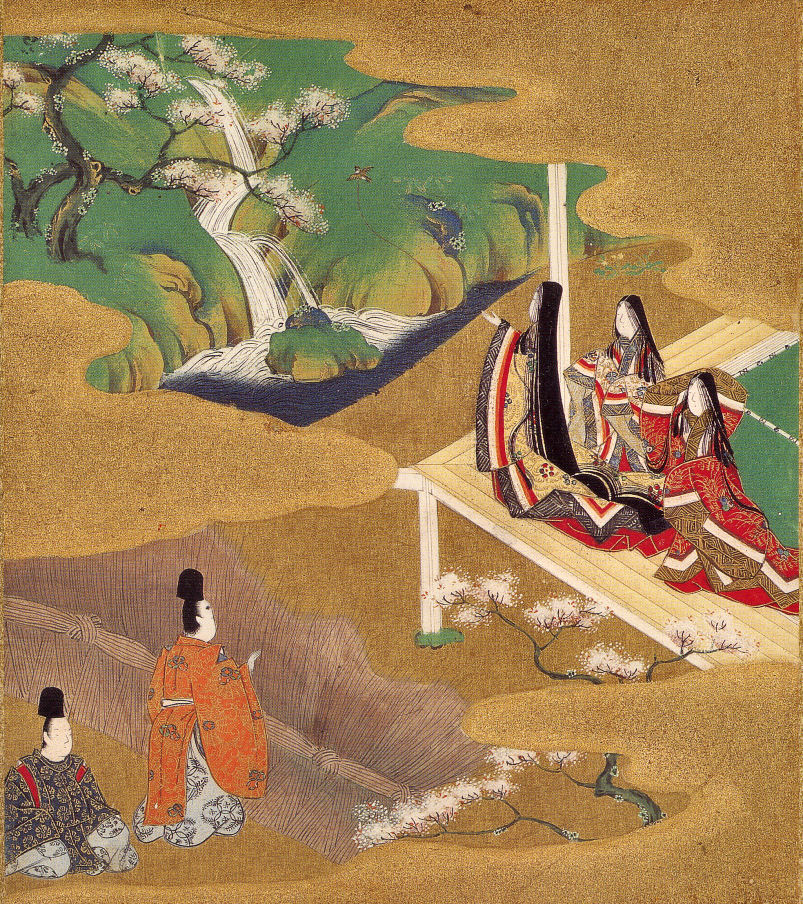
Berättelsen om Genji (yamato-e, Tosa Mitsuoki)
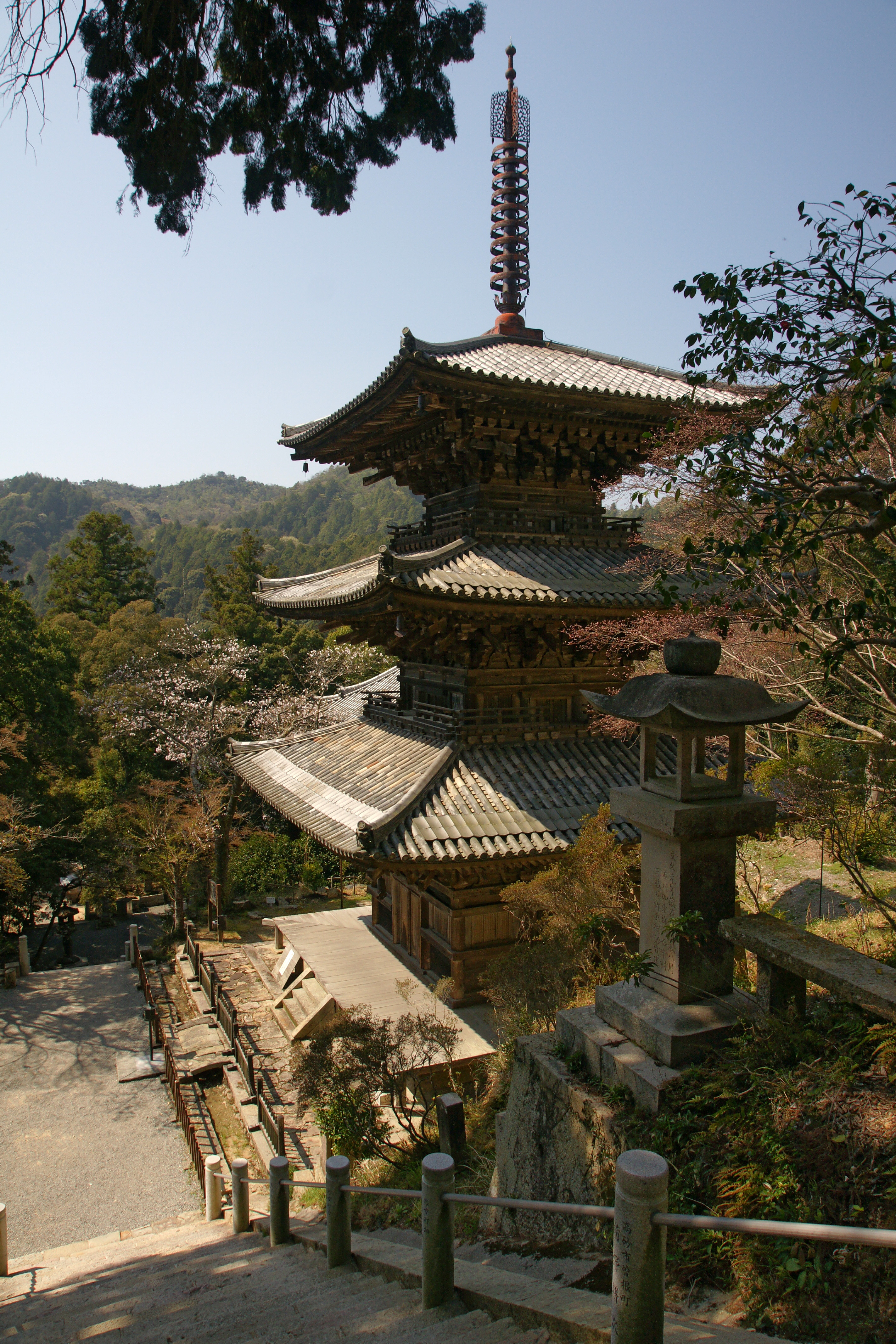
Tre våningar Pagoda, Itizyouzi, byggd 1171

## Kamakura (1185–1333)

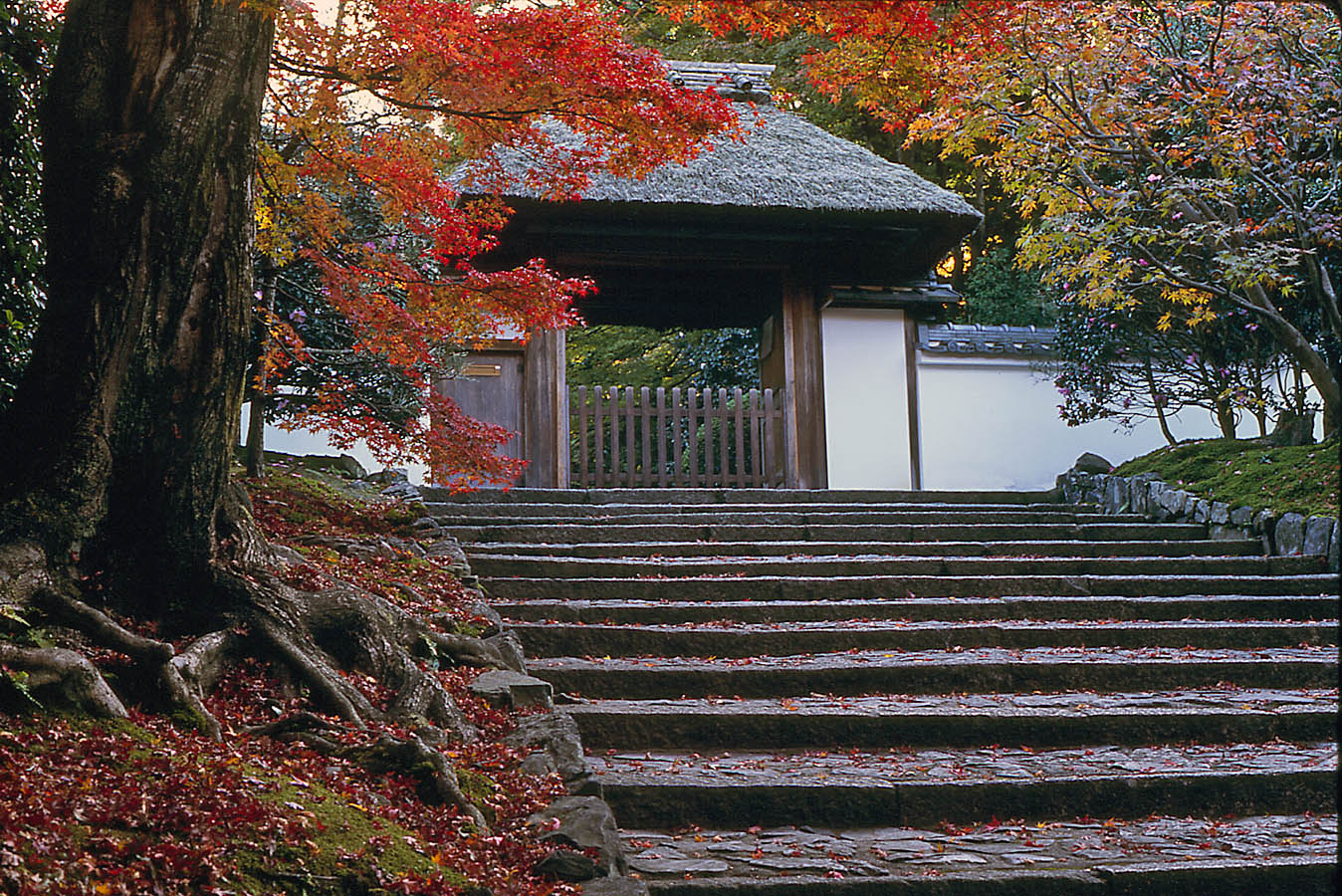
Jodotemplet Anrakuij i Kyoto grundades till minne av två martyrmunkar men är idag känt för sin vackra trädgård.

1180 utbröt ett inbördeskrig mellan de två militärklanerna Taria och Minamoto som fem år senare slutade med att den segrande Minamotoklanen etablerade det som de facto blev landets huvudstad fram till 1333 vid byn Kamakura. I och med maktskiftet fick konsten nya uppdragsgivare; en krigarklass som såg kriget som en konst i sig, buddhistiska präster som ville sprida tron till den illitterata allmänheten och den gamla aristokratin som nostalgiskt såg tillbaka på den tid då hovet hade den verkliga makten. Konsten svarade med att utveckla realism, populism och att återuppta klassiska förebilder.
En ny realistisk skulptur utvecklades vid Keiskolan som Unkeis två "Nioväktare" i Todaijitemplet ger prov på. De åtta meter höga skulpturerna har huggits ur ett antal träblock under en period på tre månader, vilket ger en bild av det system av ateljéer som arbetade under Unkeis ledning. Hans två polykroma träskulpturer av två indiska vise män, Muchaki och Seshin som enligt en legend grundade Hossoskolan, i Kofuku-ji-templet 1208 tillhör med sina enastående realism och individualitet periodens främsta verk.
Kegon engi emaki, den illustrerade historieboken om grundandet av Kengonsekten, är ett utmärkt exempel på periodens mindre förfinade och mer lättillgängliga måleri. Kengonsekten hade varit en av de viktigaste buddhistiska skolorna under Naraperioden men föll i onåd under heianperioden på grund av Amidakulten. Efter maktskiftet som följde slaget vid Dannoura 1185, som innebar slutet på Gempeikriget, önskade Myo-e, präst vid Kozanjitemplet, upprätta kengon samtidigt som han ville erbjuda alla änkor som kriget lämnat efter sig skydd. Läskunnigheten hos kvinnor var på denna tid dock begränsad till någon av de japanska stavelseskrifterna och samurajhustrur kunde därför inte läsa text som använde sig av den kinesiska ideografin. I handskriften Kegon engi emaki kombinerades därför begränsade textavsnitt, skrivna med lättlästa stavelser, med illustrationer där dialogen placerats intill personerna som talar, inte olikt dagens tecknade serier. Handskriften berättar historien om de två koreanska präster som grundade sekten, en historia som rasar på i snabb takt och är fylld med fantastiska bragder, som resan till havsgudens palats, och en gripande kärlekshistoria. 
Ett verk av mer konservativt mått är den illustrerade versionen av Murasaki Shikibus dagbok. Versioner av denna roman fortsatte att publiceras sedan dagboken skrevs 1008–1010, men adeln, som anpassat sig till sin tids intresse för realism men också var nostalgiska över de forna dagarnas makt och rikedom, lät illustrera romanen för att kunna återuppliva glansen från författarens egen tid. En av de vackraste passagerna i romanen är den scen där två unga hovmän på lek håller Murasaki Shikibu fången i hennes rum medan månljuset skimrar i ån i den kejserliga trädgården utanför.

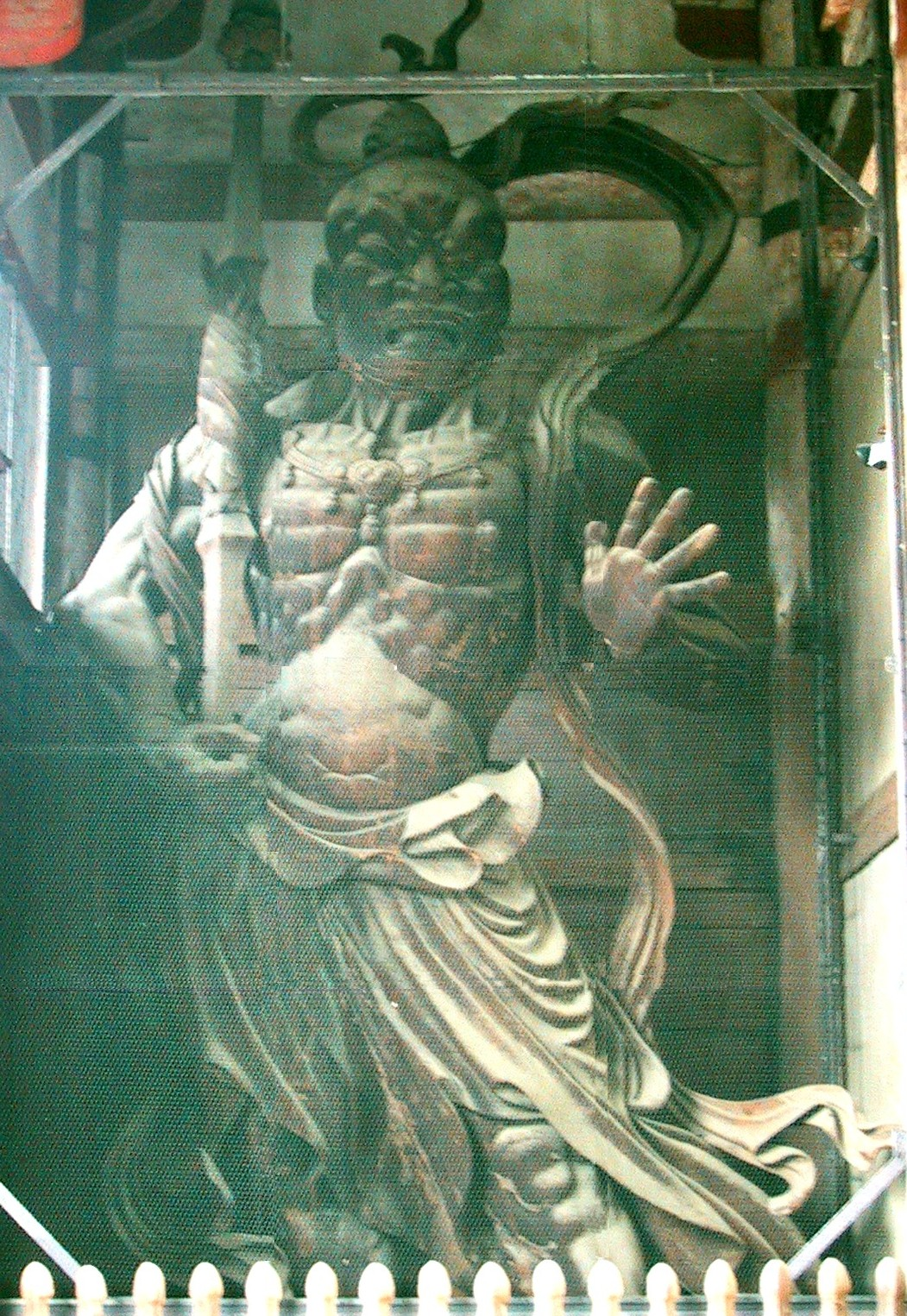
Misshaku Kongo. en av Unkeis två Nioväktare i Todajitemplet, 1203
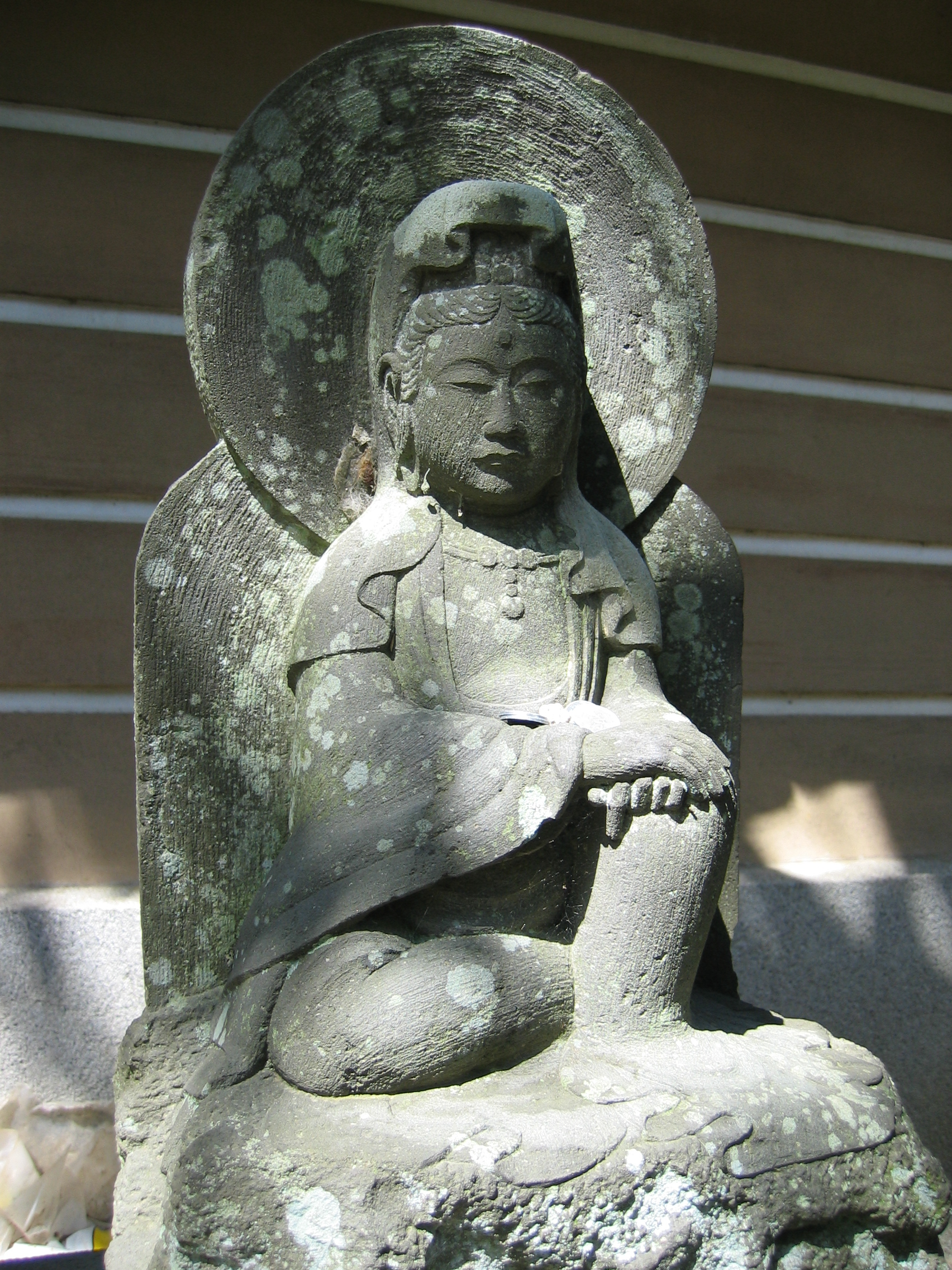
Stenskulptur vid Engaku-ji-templet i Kamakura, Kanagawa
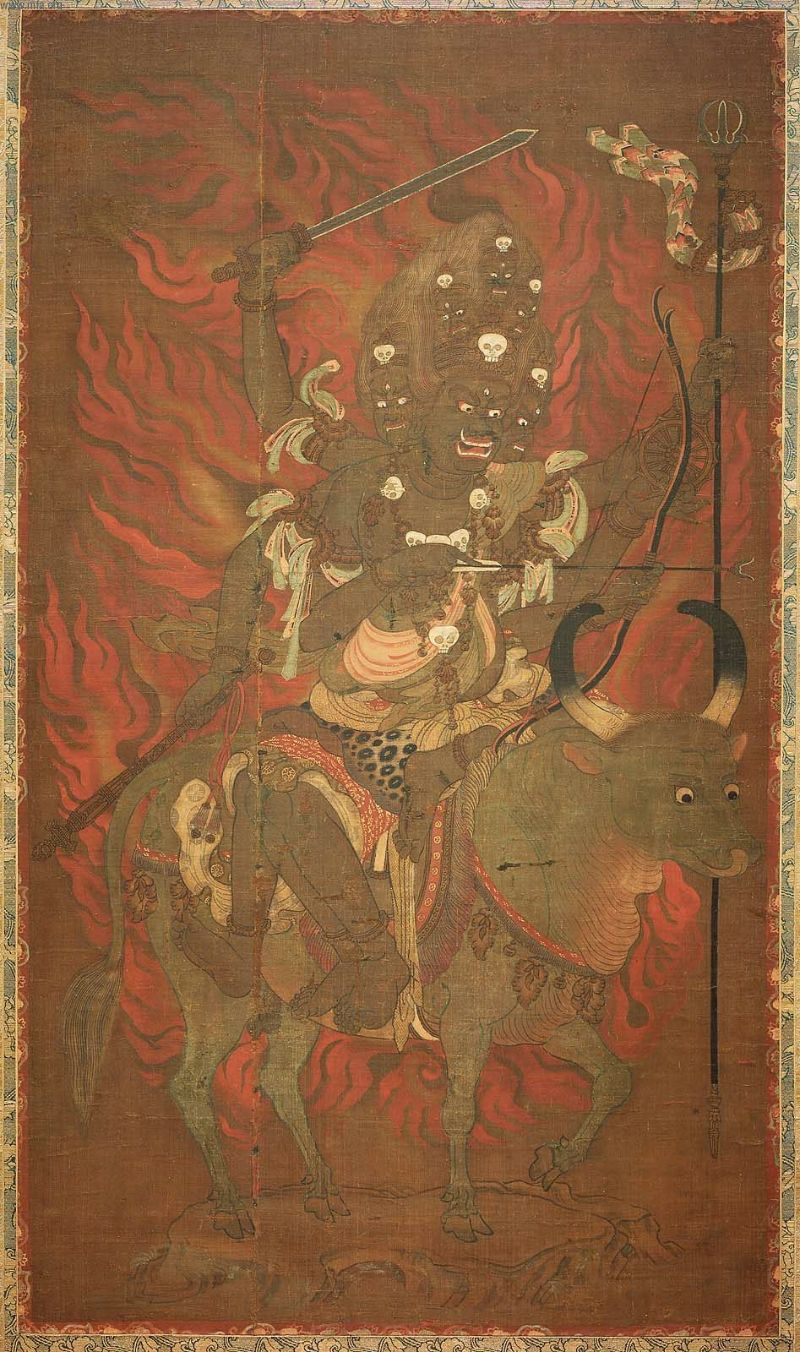
Daiitoku myoo, Visdomens konung. Målning från 1200-talet
Kamakura daibutsu, bronsstaty av bodhisattvan Amida vid Kōtoku-intemplet i Kamakura, 1252
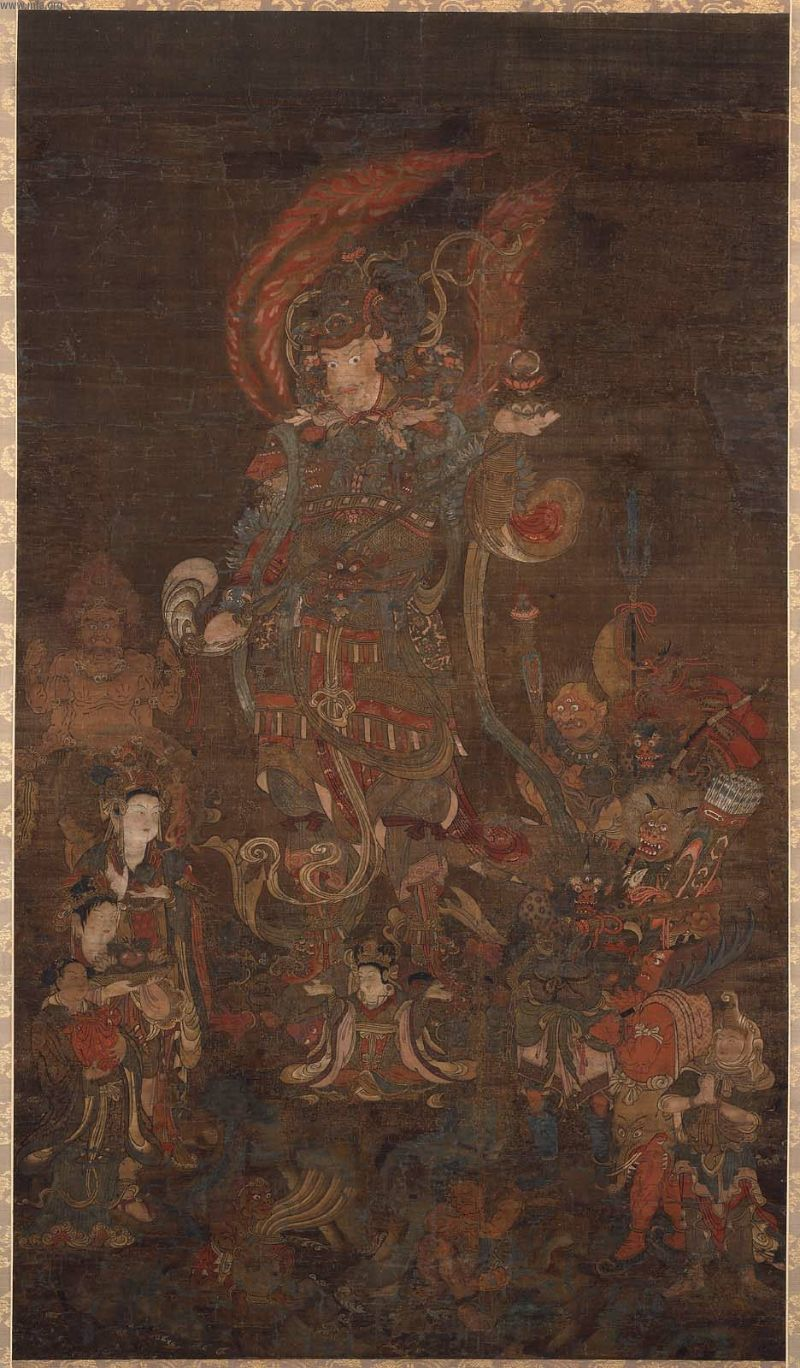
Bishamonten, Nordens väktare, med tjänare. Målning från sent 1200-tal eller tidigt 1300-tal

## Ashikaga / Muromachi (1338–1573)

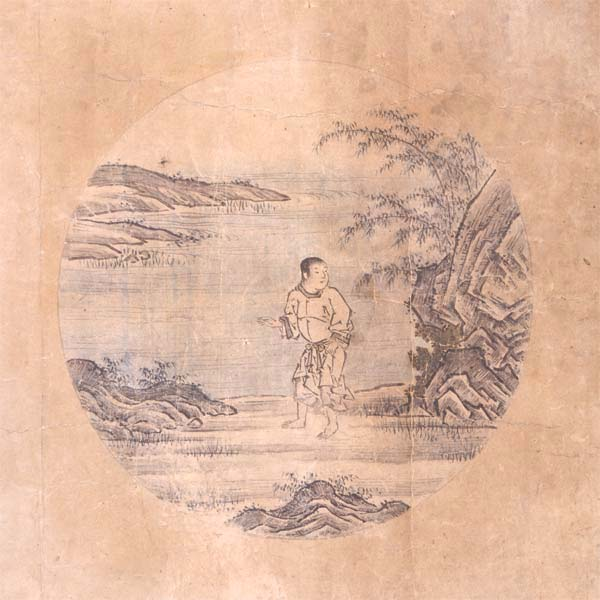
Sökandet efter oxen, den första bilden i en serie på tio som återger en boskapsherdes sökande efter sitt bortsprungna djur; en symbolisk historia med kinesiska förlagor, där det andliga livet, på typiskt zenmanér liknas vid det mest praktiska djuret. Den åttonde bilden i serien är helt blank och symboliserar herdens, oxens och helhetens upplösning – det rena medvetandet.
Tuschmålning av Shūbun, diameter 14 cm, Shokokujitemplet, Kyoto, tidigt 1400-tal.

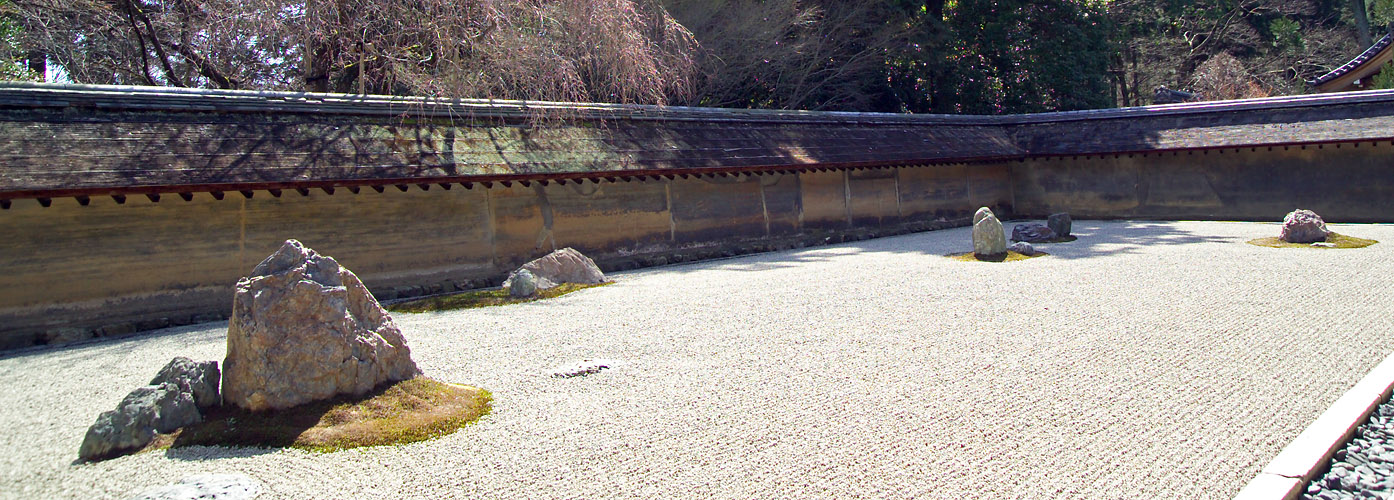
Stenträdgården i zentemplet Ryoanji i Kyoto med sina omsorgsfullt placerade stenar och krattade mönster härstammar från 1488

Ashikagaperioden (1338–1573), kallas även Muromachiperioden eftersom samurajsläkten Ashikaga tog kontrollen över shogunatet och flyttade huvudstaden till Muromachidistriktet i Kyoto. Under de nya herrarna avbröts den populariserade trenden som konsten genomgått tidigare och fick på nytt en mer förfinad och elitistisk prägel. Under perioden kom Chans antiintellektuella lära åter att introduceras i Japan och vann anhängare bland militären, vilket blev grunden för den japanska zenbuddhismen.
Zentemplen organiserade handel och resor till Kina vilket fick till följd att kinesiska målningar och andra konstföremål importerades till Japan där de snabbt började påverka de japanska konstnärer som arbetade för zentemplen och hos shogunatet. När de gamla motiven byttes mot nya ersattes yamato-e-måleriets klara färger med ett nytt kinesiskt manér – sumi-e-konstens monokromer
Den bild som prästen och målaren Kaō (början av 1400-talet) skapade av den legendariske munken Kensu (Hsien-tzu på kinesiska) precis i det ögonblick då han nådde upplysning, är typiska för det tidiga Muromachimåleriet. Målningen är utförd med några snabba penseldrag och innehåller ett minimum av detaljer.
Josetsus Att fånga havskatt med en kalebass (tidigt 1400-tal, Taizo-in, Nyashinji, Kyoto) innebar en vändpunkt i Muromachimåleriet. I bilden står en man med en kalebass vid en strand i förgrunden och tittar på en fisk i vattnet. Mellanplanet är dolt av dimma och i långt i bakgrunden reser sig ett berg. Målningen, som ursprungligen utfördes för en skärm som skulle stå direkt på golvet, hängdes snart upp och exponerades som en illustrerad bokrulle med bland annat ett tecken som betyder "den nya stilen". Det antas allmänt att det är det "kinesiska" panoramiska rummet som var det nya i målningen.
Muromachimåleriets främsta namn var Shūbun och Sesshū Tōyō. Shūbun tillhörde de som fick möjligheten att åka till Kina och studera den kinesiska konsten på plats och hans konst ligger nära de kinesiska källorna, med omsorgsfullt återgivna landskap med stor djupverkan och många detaljer i förgrunden. Sesshū var en mästare på snabba penseldrag och hans landskapscener bygger på kontrasten mellan konkreta detaljer i förgrunden, tecknade med några summariska, opaka penseldrag, och en målerisk, upplöst bakgrund. 
Inom arkitektur och inredning innebar teceremonierna och ikebana, konstfulla blomsterarrangemang, ett nytillskott. I tehuset, som utgick från lantliga förebilder, gavs tillfälle att genom en rituell ceremoni rensa sinnena från vardagens bekymmer. Likaså innebar de omständliga blomsterarrangemangen tillfälle att meditera över tingens varande.

Zen-målning av Shūbun, tidigt 1400-tal
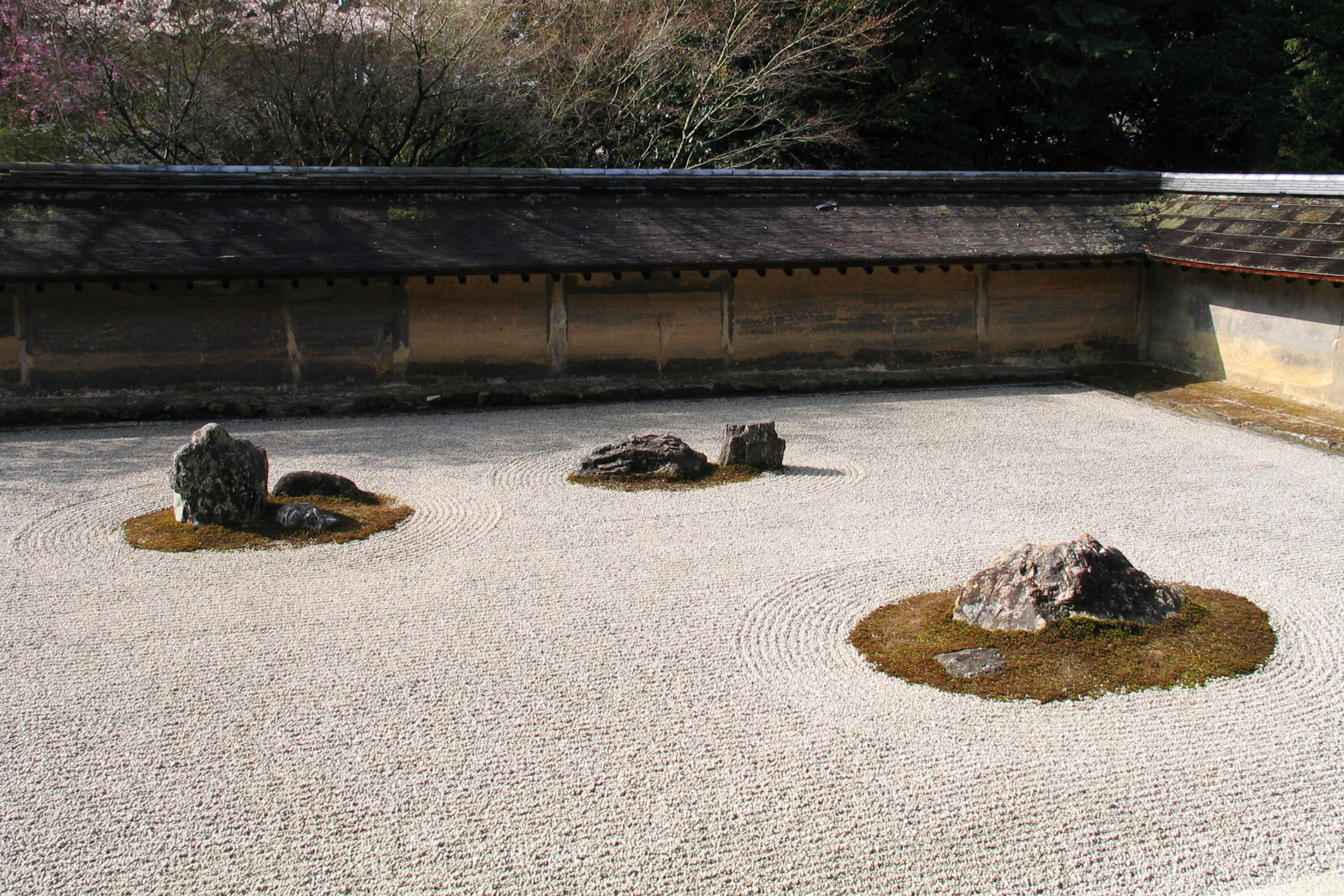
Ryōan-ji-templets stenträdgård, 1488
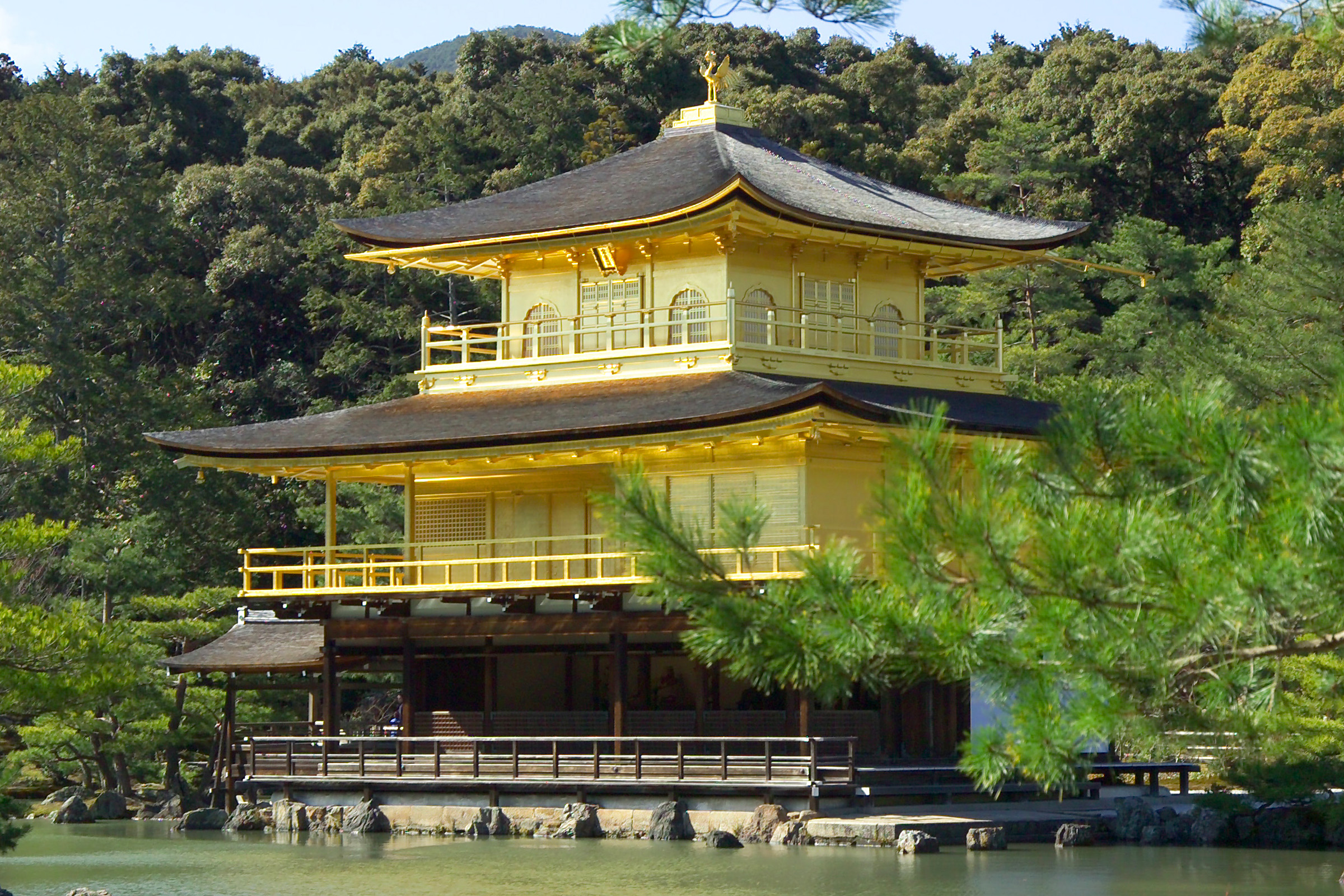
Guldpaviljongen i Kinkakujitemplet i Kyoto, 1397
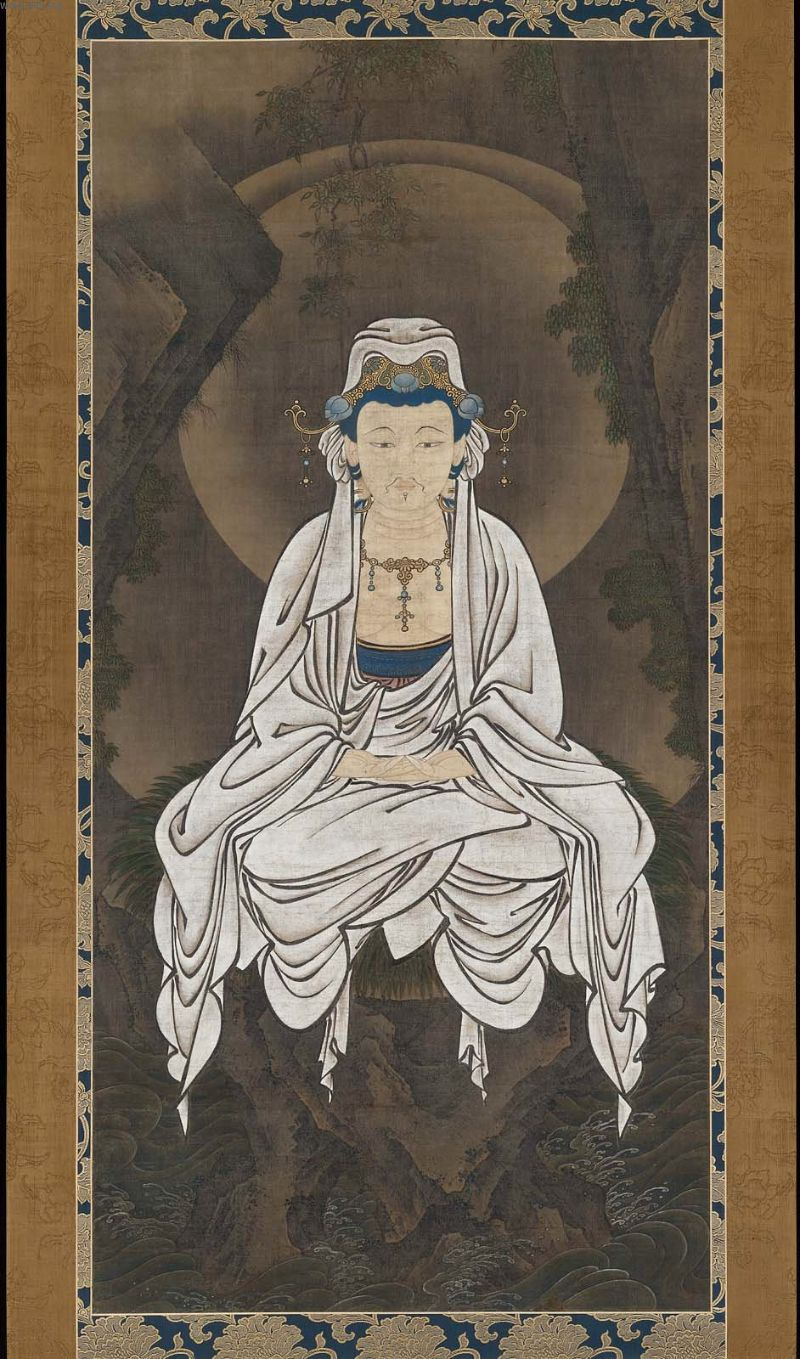
Kannon, Medkännandets Bodhisattva, i vit skrud. Målning av Kano Motonobu från 1600-talets första hälft

## Momoyama (1575–1603)

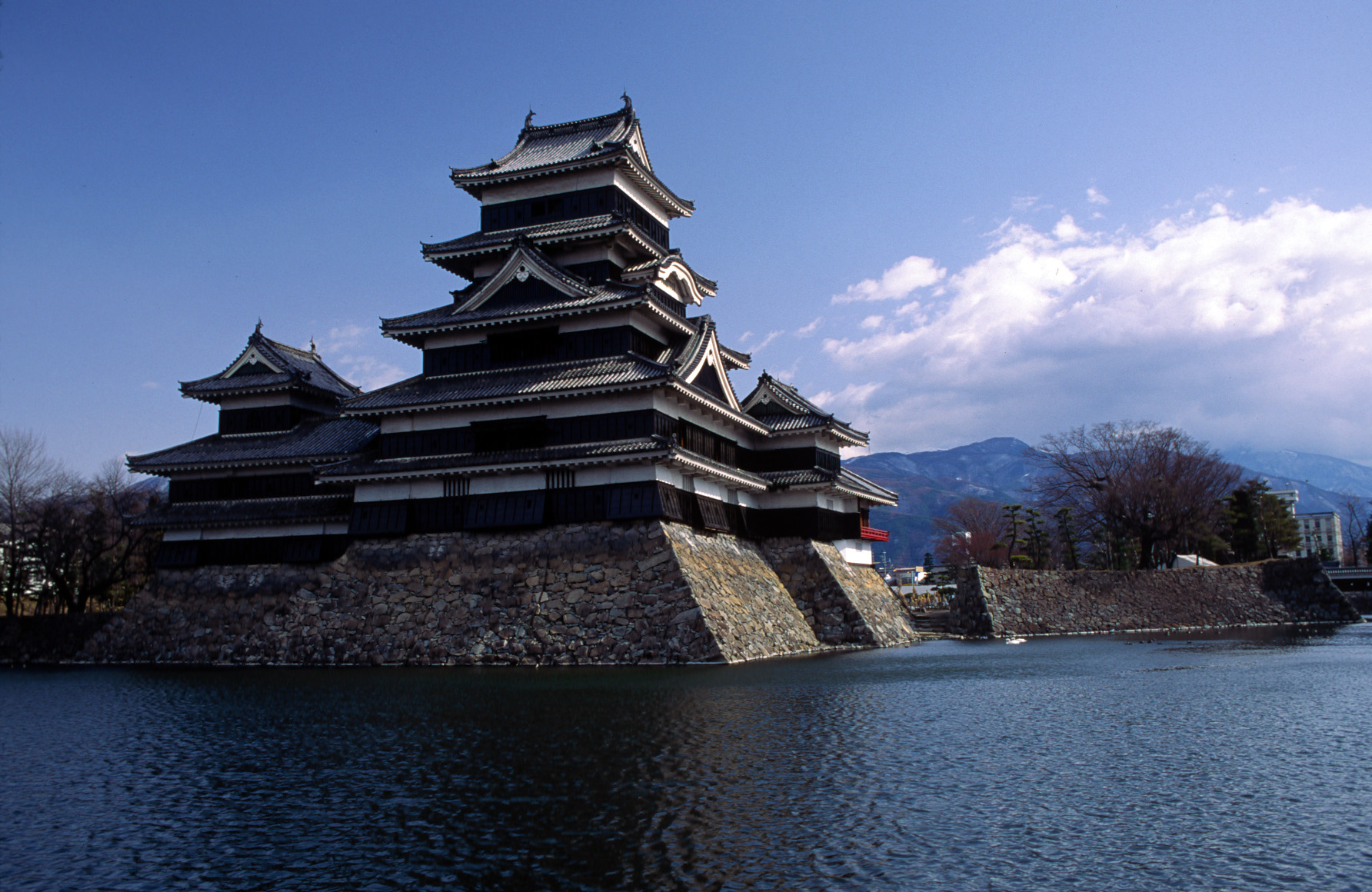
Matsumoto slott, uppfört under sengokuperioden

I början av Momoyama- eller Azuchiperioden försökte flera militära ledare bringa ett slut på den nästan hundra år långa perioden av oavbrutet krig. Bland dessa militära ledare finner man till exempel Oda Nobunaga, Toyotomi Hideyoshi och Tokugawa Ieyasu.
Två nya byggnadstyper tillkom under perioden till följd av alla krig: Borgen, som huserade feodalherrarna och deras soldater under orostider, och shoin, en audiencesal med tillhörande studierum avsett att avspegla relationen mellan herre och vassal. Himejislottet är med sina lätt krökta tak och sitt stora central torn (tenshu) med de tre flankerande tornen, ett av periodens vackraste monument. På Nijoslottet i Kyoto från 1600-talet finns ett klassiskt exempel på en shoin, med sin tokonoma (alkov), sin typiska shoinfönster mot den omsorgsfullt anlagda trädgården och sina tydligt avskilda avdelningar för feodalherren respektive vasallerna.
Den mest betydelsefulla skolan inom måleriet under denna period var Kanoskolan. Kanō Eitoku utvecklade i en serie landskapsscener ett haptiskt och färgintensivt måleri som passade samurajernas smak. I Jukoin, ett sidotempel till zentemplet Daitokuji i Kyoto, finns hans bäst bevarade verk. Det centrala rummets vägger täcks av en serie skärmar med ett landskap som domineras av de massiva träd som låter sina tjocka grenar slingra sig fram genom bildrummet och täcka större delen av bildytan.
Hasegawa Tohaku utvecklade samtidigt ett helt annat mer dekorativt måleri. I Chishakuintemplet i Kyoto finns idag en vacker komposition som liknar Eitokus i Jukoin, men som, med sina klara färger och överflöd av vita blommor, ger ett optiskt, mindre skulpturalt intryck. Hans sex skärmar breda tuschmålning, idag på Tokyos nationalmuseum, är förmodligen ett av de främsta verken som utförts i detta medium.

Shorin-zu-byobu (vänster)
Shorin-zu-byobu (höger)
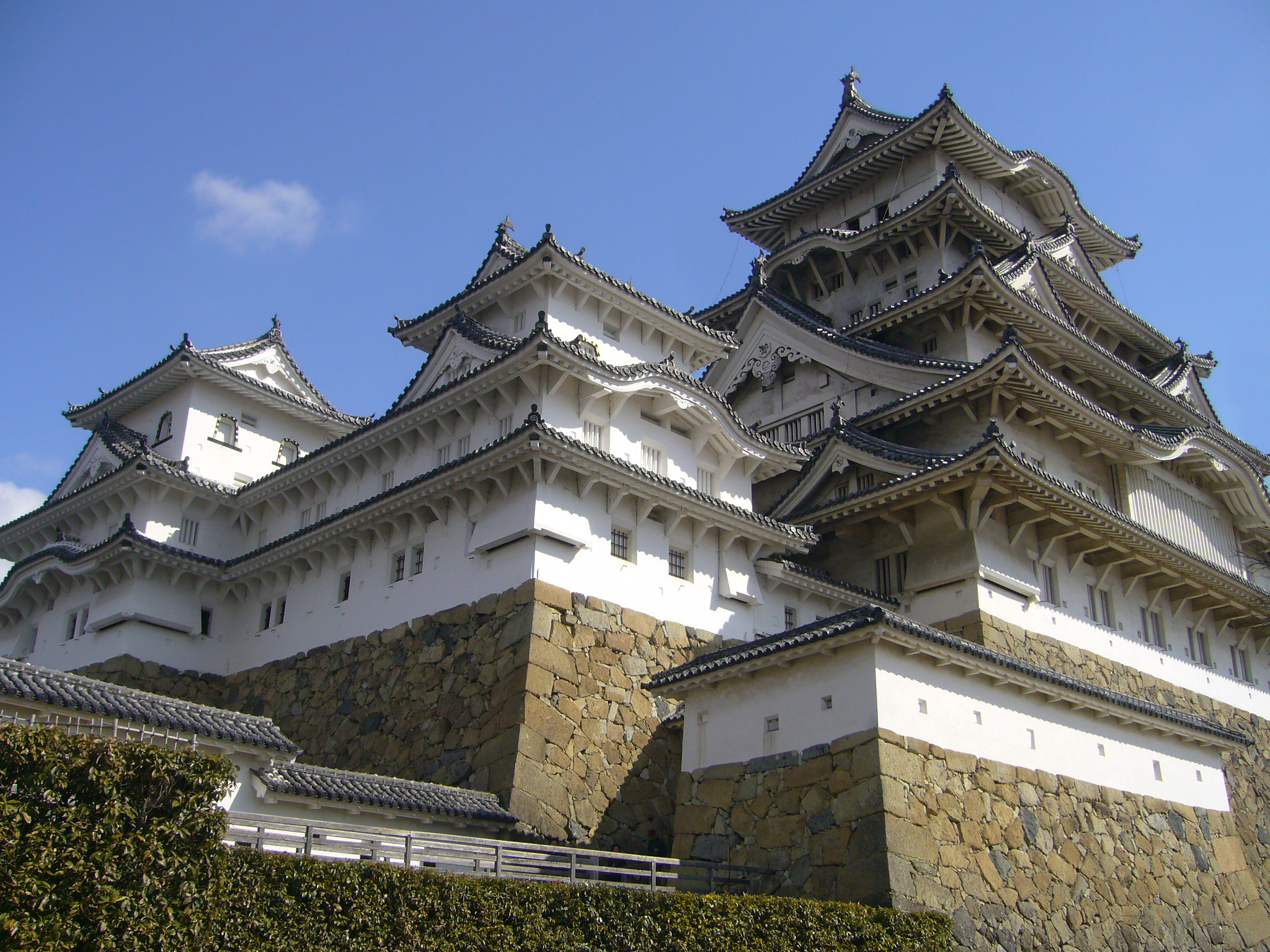
Himeji-jo (1601–1608)

## Edo/Tokugawa (1615–1867)

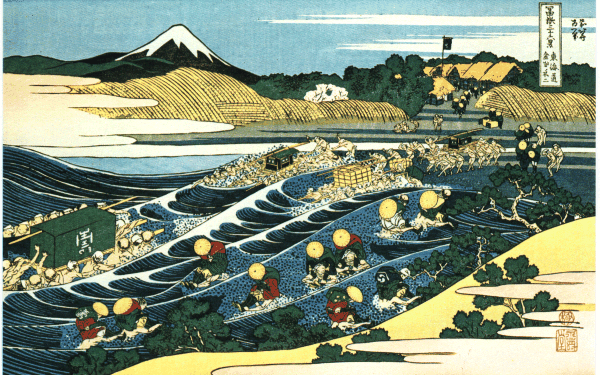
Katsushika Hokusai (1760–1849), Korsande Oifloden, ur 36 vyer över Fujiberget

Edoperioden påbörjades sedan Tokugawashogunatet lyckades få fullständig kontroll över regeringen 1603 och genast började arbeta för fred och ekonomisk och politisk stabilitet, en strävan som man i stora stycken lyckades med. Shogunatet överlevde ända till 1867 då man inte lyckades hantera de västerländska kraven att öppna gränserna för internationell handel. Utmärkande för perioden är shogunatets repressiva politik och de konstnärliga försöken att ta sig ut ur de begränsningar som den innebar. Shogunatet styrde i detalj allt i samhället; man stängde landets gränser och förbjöd utländsk kultur, man upprättade regler för hur varje människa skulle vara klädd, vem man kunde gifta sig med och räknade upp många aktiviteter som inte var tillåtna för någon.
I början av Edoperioden, innan effekterna av Tokugawas politik fått fullt genomslag, hann man producera vad många betraktar som några av de finaste konstverken i Japans historia: Bland annat Katsurapalatset och Sotatsus målningar. Katsura, en imitation av prins Genjis palats, består av ett antal shoinbyggnader som kombinerar element från den klassiska japanska traditionen med några innovativa tillägg och omges av en park med vackra gångvägar.
Edo (dagens Tokyo) drabbades återkommande av omfattande bränder vilket gjorde att man övergick till en enklare arkitektur som underlättade återuppbyggandet efter förödelserna. Inför den torra säsongen samlade man in virke i mindre städer i närheten. Efter att en brand utbrutit och släckts, fördes virket snabbt till staden där stora mängder hus snabbt kunde återuppbyggas. Shogunatets policy sankin kotai gjorde att daimyo, de ledande härskardynastierna, tvingades uppföra påkostade residens och offentliga parker i Edo, av vilka Korakuen fortfarande finns kvar.
Sotatsu Tawaraya utvecklade en dekorativ stil genom att återuppta motiv från den klassiska litteraturen och låta figurerna och motiven från hans samtid målade i klara färger avteckna sig mot en guldbakgrund. 
Av stor betydelse i väst var ukiyoe, färgträsnittet som användes till allt möjligt från skolböcker till pornografi. De första Ukiyoeverken tillkom redan i slutet av 1600-talet men Harunobu var först med att producera polykroma tryck 1764 och fick snart sällskap av en andra generation konstnärer, bland annat Torii Kiyonaga och Utamaro. På 1800-talet blev Hiroshige den dominerande konstnären med sina romantiska och ibland till och med sentimentala landskap. Hans udda perspektiv och former blev tillsammans med Kiyonagas och Utamaros betoning av ytan och de betonade kontrulinjerna viktiga inspirationskällor för västerländska konstnärer som Edgar Degas och Vincent van Gogh.
En annan betydande konstnärlig riktning under denna tid var bunjinga. Liksom ukiyoe använde sig av motiv som stod fria från shogunatets censur, till exempel från Edos nöjeskvarter Yoshiwara, vände sig bunjinga till den kinesiska kulturen. Några representiva konstnärer för denna riktning är Ikeno Taiga, Yosa Buson, Tanomura Chikuden och Yamamoto Baiitsu.

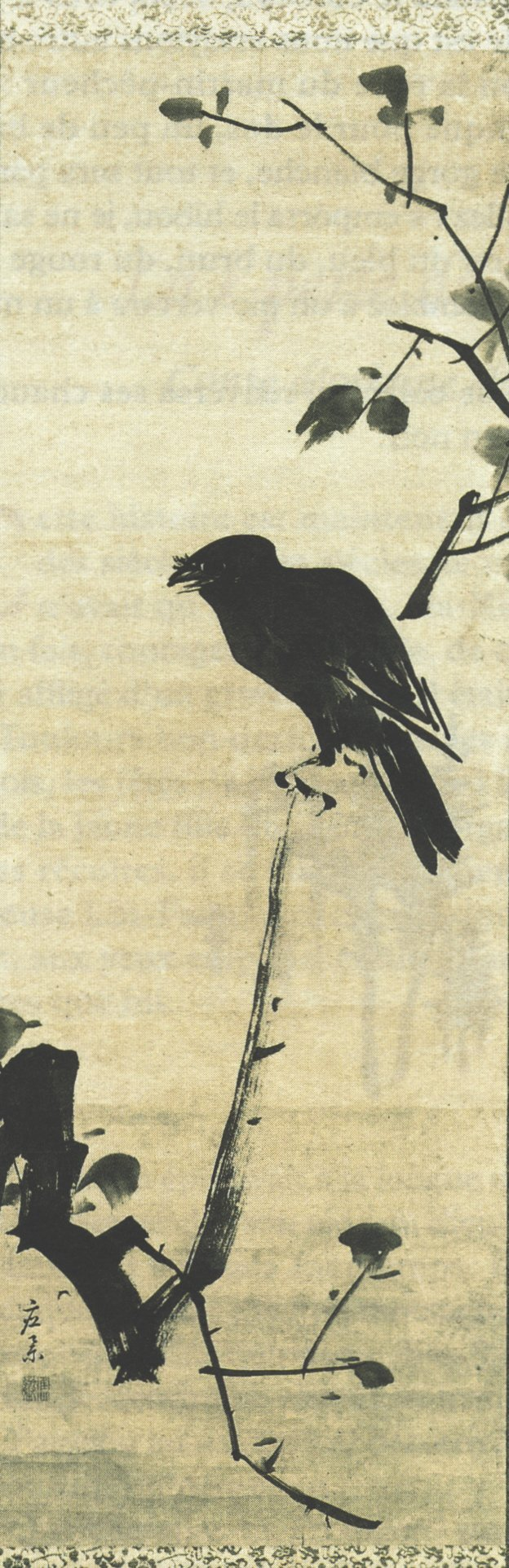
Kråka på en gren, målning av Maruyama Okyo (1733–1795)
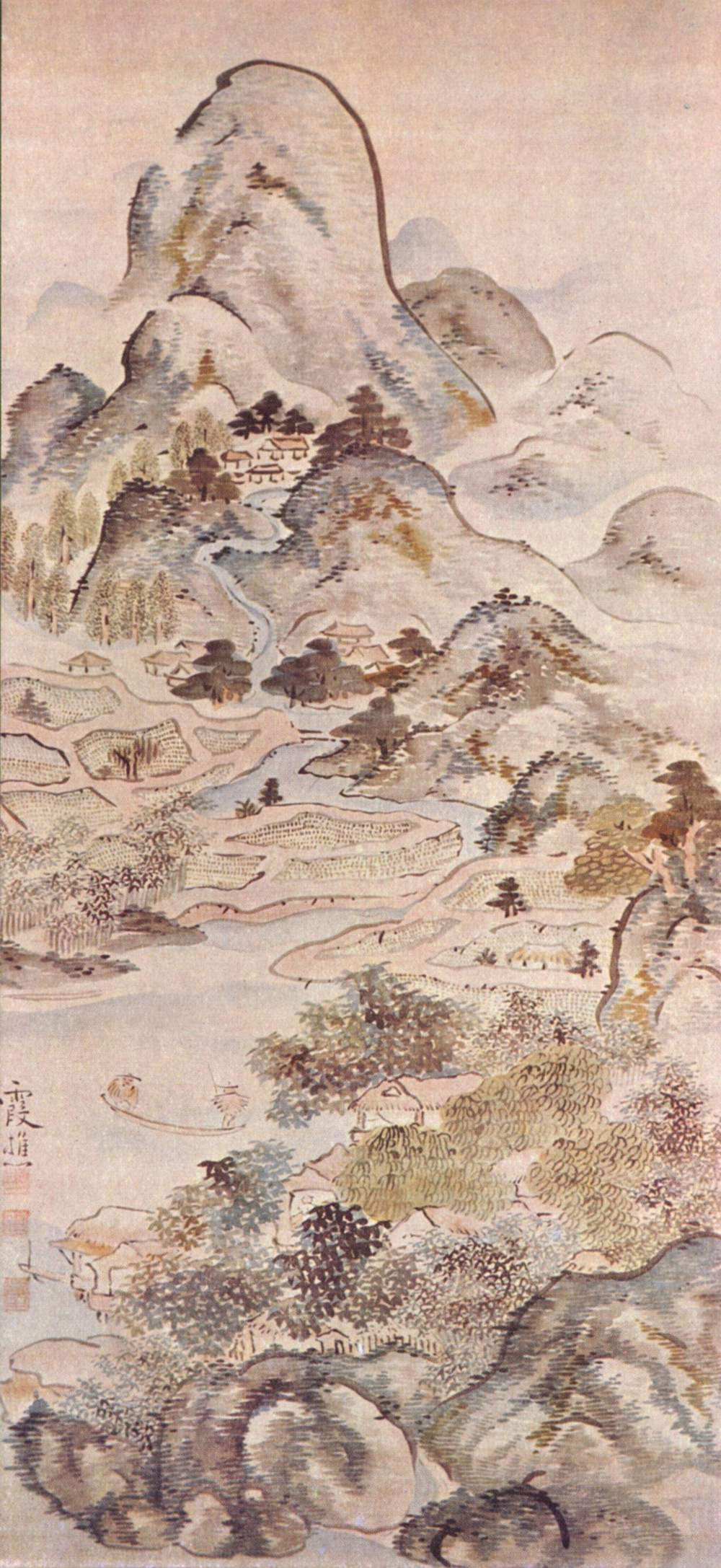
Landskapscen av Ikeno Taiga, mitten av 1800-talet
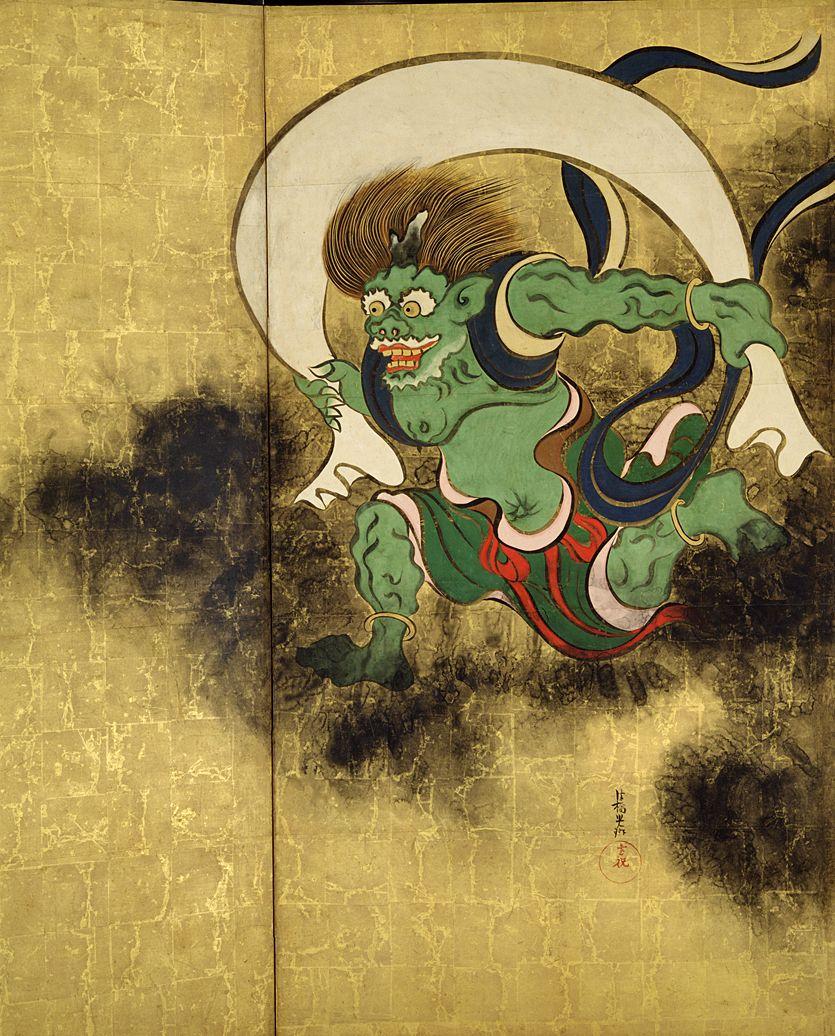
Sotatsu Tawaraya bild av vindguden Ogata Korin
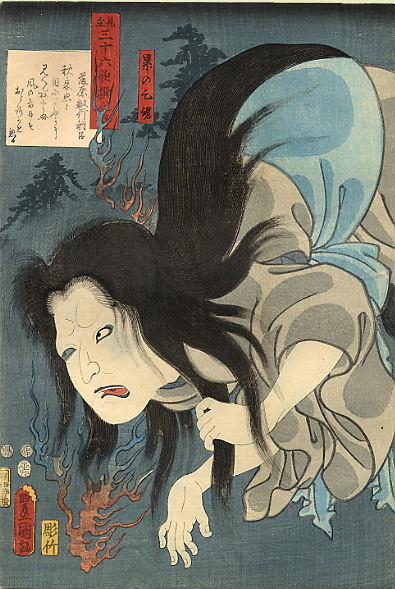
Vålnaden. Träsnitt av Utagawa Toyokuni III (Kunisada)
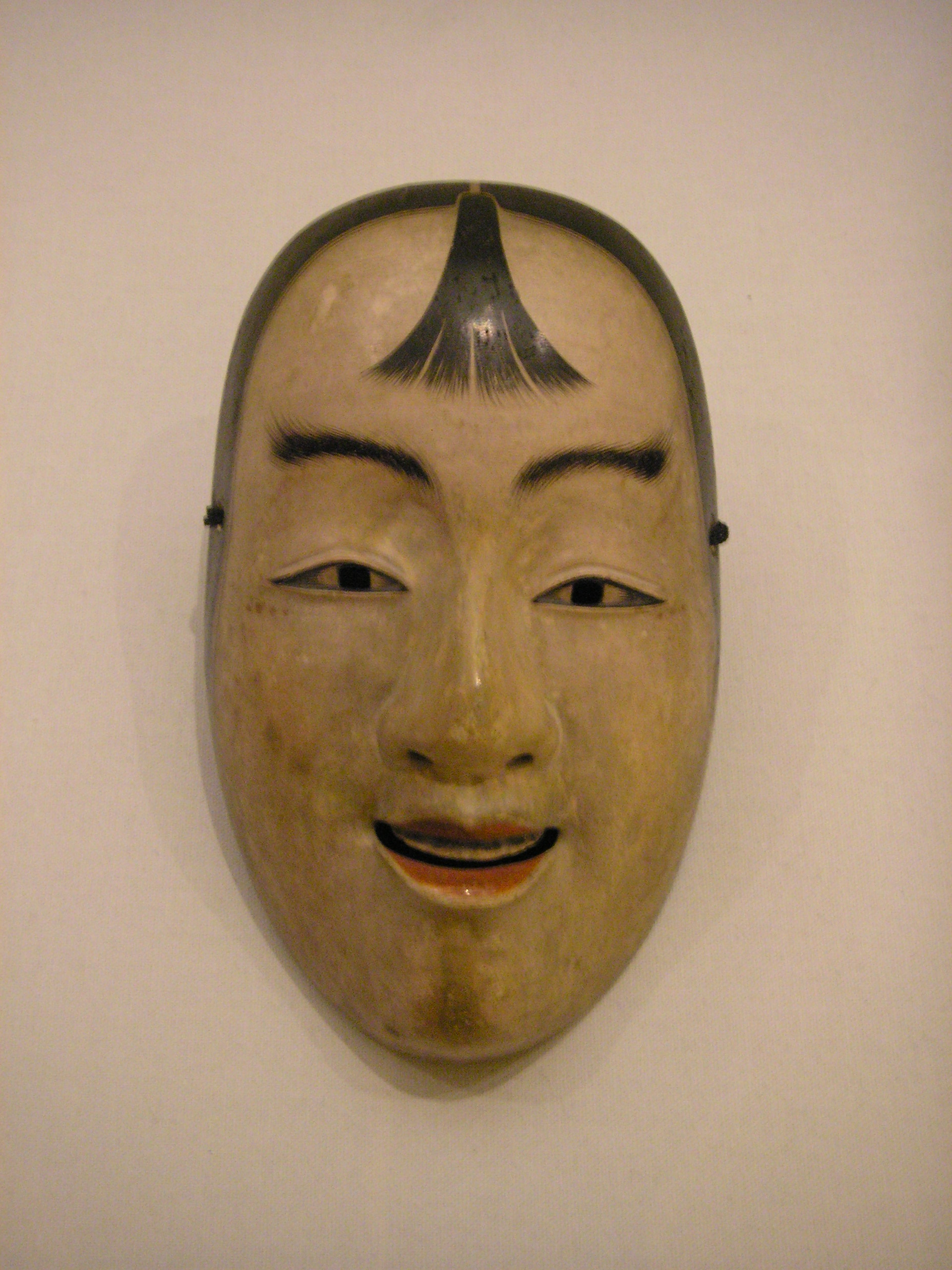
No-mask av Deme Mitsuzane (1732–1812)
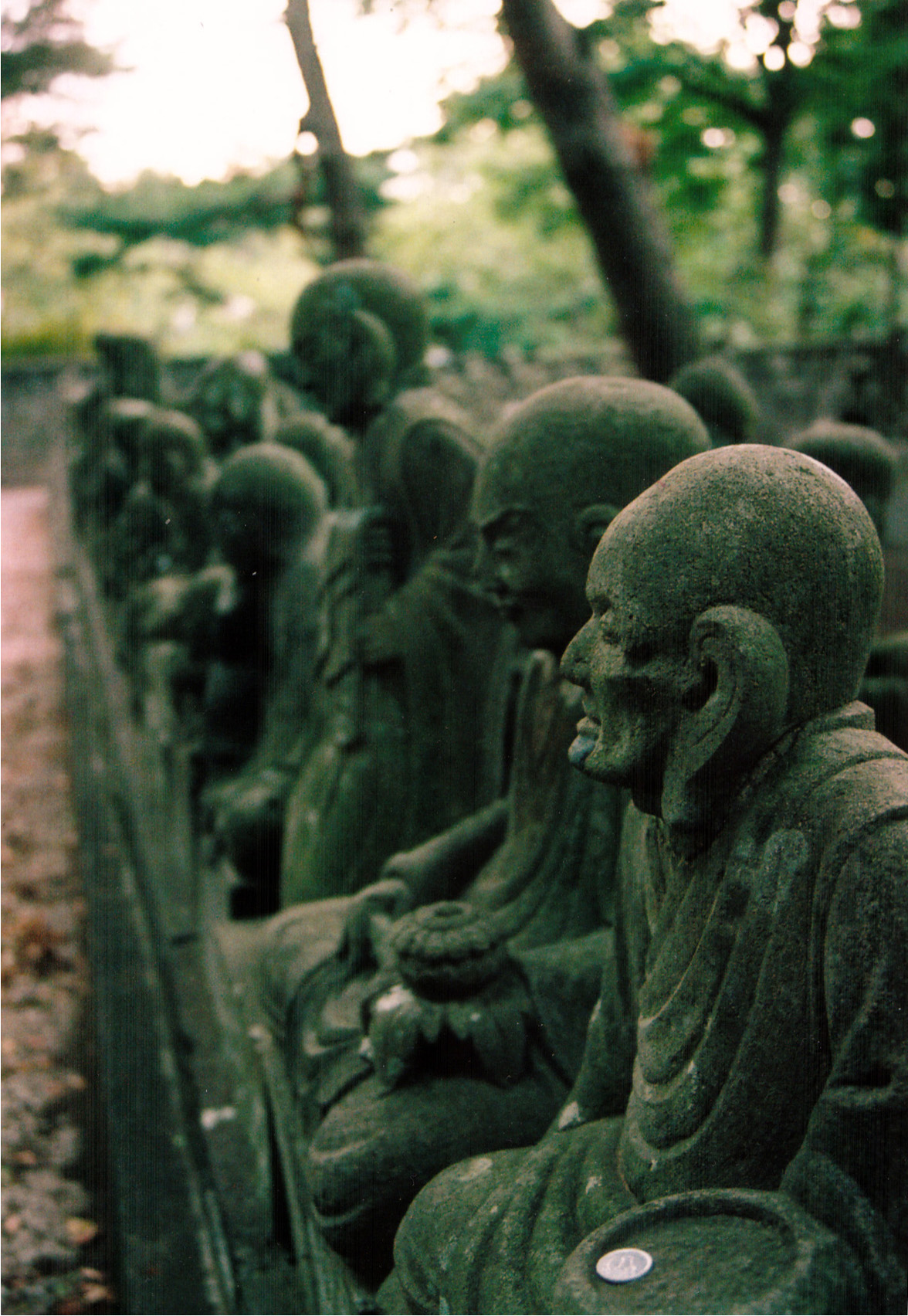
De 500 statyerna i Rakan, Kawagoe, 1782–1825

## Konst efter 1867
Huvudartikel: Sentida japansk konst
Sedan kejsar Meiji bestigit tronen 1867 följde en ny period av starkt utländskt inflytande. Denna gång var det impulser från västerlandet som sköljde över Japan och inom arkitekturen uppstod helt nya byggnadstyper som Tokyos centralstation och det var under denna period som japanska konstnärer, inspirerade av franska och engelska tecknade serier, började producera manga för att kritisera den förda politiken och göra sig lustiga över politiker.
Efter det amerikanska "öppnandet" av landet började Japan snabbt ta till sig de tekniska nyheterna genom att bland annat anlita italienska lärare vid de tekniska högskolorna. Detta första hjärtliga mottagande av de utländska nymodigheterna följdes av en motreaktion ledd av Okakura Kakuzo och amerikanen Ernest Fenollosa som uppmanade de japanska konstnärerna att hålla fast vid den traditionella konstens teknik och uttryck. Mellan dessa två poler har kulturyttringar som yogamåleriet ("västerländskt måleri") och nihonga ("japanskt måleri") växt fram.
Efter andra världskriget blev amerikanska arkitekturförlagor mycket betydelsefulla, även om de vanligt förekommande jordbävningarna i Japan gjorde att man blev tvungen att uppfinna en helt ny byggteknologi för att kunna bygga högre. Anime var också ett typiskt japanskt exempel på hur man importerat utländsk kultur, gjort något helt eget av den för att sedan, liksom datorspelsgrafiken, bli en betydande exportvara.